# Eishockey-Weltmeisterschaft der Herren 2022
Die Eishockey-Weltmeisterschaft der Herren 2022 war die 85. Austragung des von der Internationalen Eishockey-Föderation IIHF veranstalteten Wettbewerbs. Das Turnier der Top-Division fand vom 13. bis 29. Mai 2022 in Tampere und Helsinki in Finnland statt.
Neben dem Turnier der Top-Division wurden Turniere der Divisionen I bis IV in weiteren Ländern ausgetragen. Mit 56 gemeldeten Nationen war eine neue Rekordzahl erreicht. Allerdings sagten fünf Nationen ihre Teilnahme ab, zwei wurden ausgeschlossen.

## Teilnehmer, Austragungsorte und -zeiträume
Nach der Absage der Divisionen I bis IV 2021 sowie der kompletten Absage der Weltmeisterschaft 2020 ergab sich die Aufteilung der Mannschaften auf die Divisionen aus den Platzierungen 2019. Aufgrund des russischen Überfalls auf die Ukraine schloss die IIHF am 28. Februar 2022 den russischen und belarussischen Verband von allen Turnieren bis August 2022 aus. Am 18. März 2022 wurde entschieden, dass die Nationalmannschaften Frankreichs und Österreichs als Ersatz für die beiden des Turniers verwiesenen Nationen Russland und Belarus in die Top-Division aufrücken und die litauische Nationalmannschaft in der Division IA antreten sollte.
- Top-Division: 13. bis 29. Mai 2022 in Tampere und Helsinki, Finnland
Teilnehmer:  Belarus,  Dänemark,  Deutschland,  Finnland (Gastgeber),  Frankreich (Nachrücker),  Großbritannien,  Italien,  Kanada (Titelverteidiger),  Kasachstan,  Lettland,  Norwegen,  Österreich (Nachrücker),  Russian Olympic Committee (*),  Schweden,  Schweiz,  Slowakei,  Tschechien,  USA
- Division I
  - Gruppe A: 3. bis 8. Mai 2022 in Ljubljana, Slowenien
Teilnehmer:  Litauen (Nachrücker),  Rumänien (Aufsteiger),  Slowenien,  Südkorea,  Ungarn
  - Gruppe B: 26. April bis 1. Mai 2022 in Tychy, Polen
Teilnehmer:  Estland,  Japan,  Polen,  Serbien (Aufsteiger),  Ukraine

- Division II
  - Gruppe A: 25. bis 30. April 2022 in Zagreb, Kroatien[4]
Teilnehmer:  Volksrepublik China,  Israel (Aufsteiger),  Kroatien,  Niederlande (Absteiger),  Spanien
 Australien erklärte am 22. Januar 2022, die Teilnahme am Turnier aufgrund der COVID-19-Pandemie zurückzuziehen.[5]
  - Gruppe B: 18. bis 23. April 2022 in Reykjavík, Island
Teilnehmer:  Belgien (Absteiger),  Bulgarien (Aufsteiger),  Georgien,  Island,  Mexiko
 Neuseeland zog am 2. Februar 2022 die Teilnahme am Turnier aufgrund der COVID-19-Pandemie zurück.[6]

- Division III
  - Gruppe A: 3. bis 8. April 2022 in Kockelscheuer, Luxemburg
Teilnehmer:  Republik China (Taiwan),  Luxemburg,  Türkei,  Turkmenistan,  Vereinigte Arabische Emirate (Aufsteiger)
 Nordkorea sagte am 3. Februar 2022 aufgrund der COVID-19-Pandemie die Turnierteilnahme ab.[7]
  - Gruppe B: 13. bis 18. März 2022 in Kapstadt, Südafrika
Teilnehmer:  Bosnien und Herzegowina,  Südafrika (Absteiger),  Thailand
 Hongkong verkündete am 3. März 2022 aufgrund steigender COVID-19-Zahlen die Nichtteilnahme.[8]
- Division IV: 3. bis 8. März 2022 in Bischkek, Kirgisistan
Teilnehmer:  Iran (Neuling),  Kirgisistan (Absteiger),  Kuwait (Absteiger),  Malaysia (Neuling),  Singapur (Neuling)
Die  Philippinen sagten am 13. Dezember 2021 ihre erstmalige Teilnahme am Turnier ab, da die Spieler aufgrund der COVID-19-Pandemie kaum Trainingsmöglichkeiten hatten.[9]

## Top-Division
Die 85. Eishockey-Weltmeisterschaft der Herren fand vom 13. bis 29. Mai 2022 in Tampere und Helsinki in Finnland statt. Das Turnier wurde auf dem jährlichen Kongress der IIHF vom 18. bis 20. Mai 2017 an Finnland vergeben. Finnland war dort knapp an der Bewerbung von Belarus und Lettland für die Weltmeisterschaft 2021 gescheitert. Nachdem keine weitere Nation Interesse an einer Bewerbung 2022 signalisierte, wurde das Turnier an Finnland vergeben. Finnland war bisher achtmal Gastgeber einer Eishockey-Weltmeisterschaft, zuletzt 2012 und 2013 jeweils gemeinsam mit Schweden. Die Spielorte waren die Nokia-areena in Tampere mit 13.500 Plätzen sowie die 8.200 Zuschauer fassende Helsingin Jäähalli in Helsinki. Insgesamt besuchten 356.955 Zuschauer die 64 Turnierspiele, was einem Schnitt von 5.577 pro Partie entspricht.

### Teilnehmer

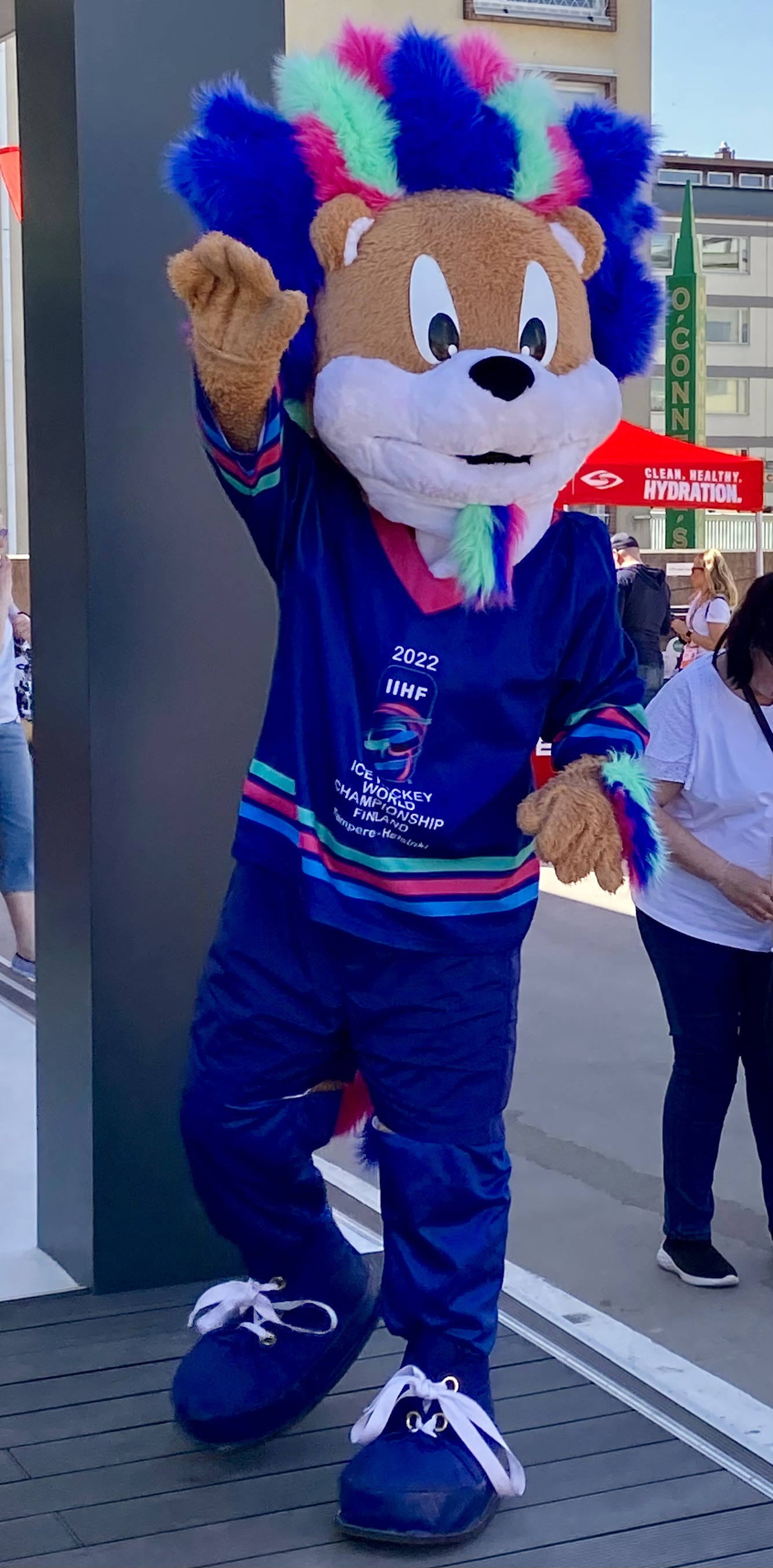
Miracleo, das Maskottchen der Weltmeisterschaft

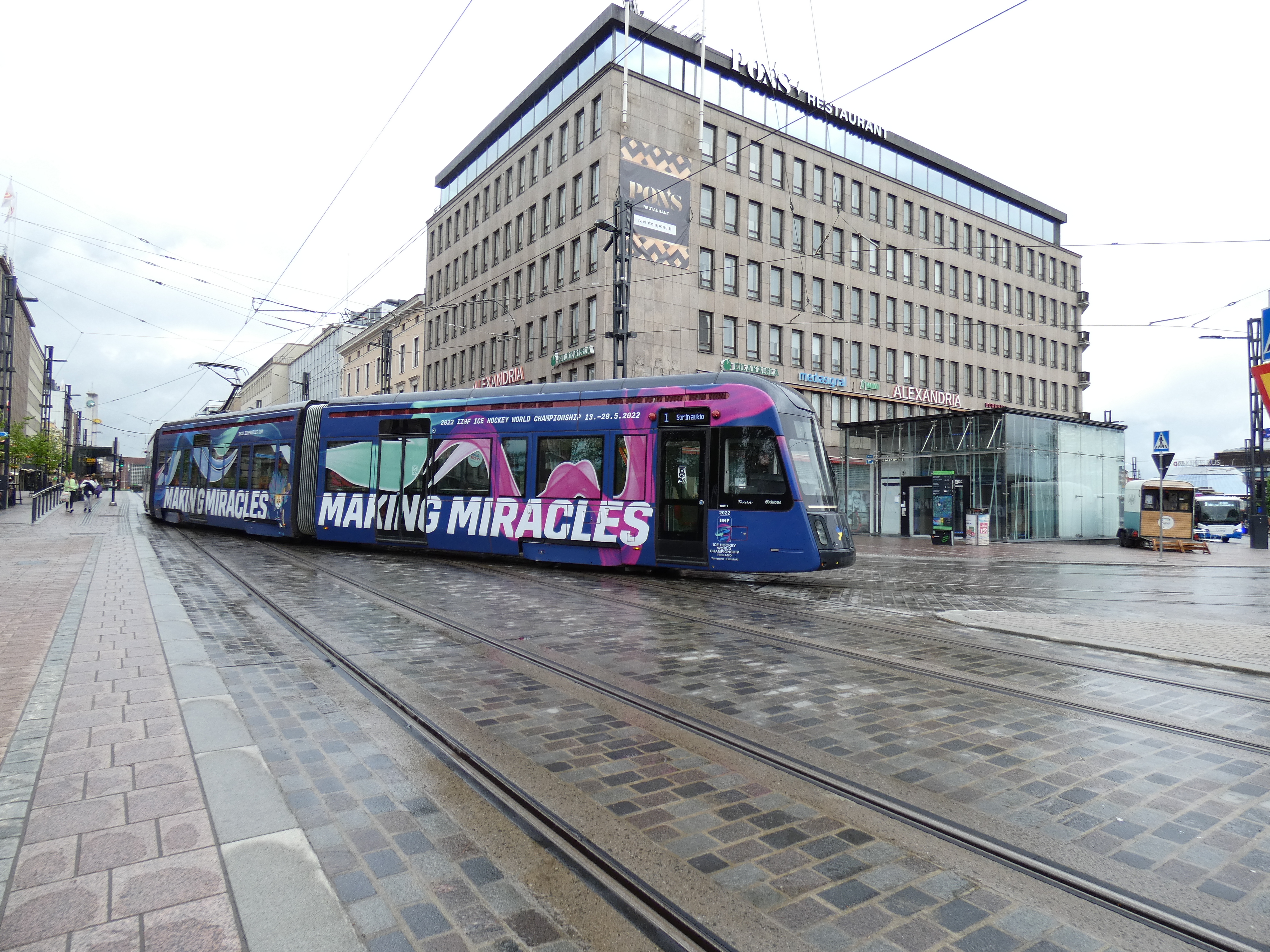
Straßenbahn Škoda Artic in Tampere mit dem Motto der Weltmeisterschaft

Nach der Absage der Turniere unterhalb der Top-Division im Jahr 2021 sollten alle Teilnehmer ursprünglich in ihren jeweiligen Divisionen verbleiben. Durch die Disqualifikation Russlands und Belarus‘ aus dem Wettbewerb angesichts des Einmarsches in die Ukraine rückten Frankreich und Österreich von der Division IA auf und nahmen stattdessen in der Top-Division teil. Gastgeber Finnland hatte einen Startplatz sicher, qualifizierte sich aber auch sportlich.
| 1 aus Asien       | Kasachstan                                  | Kasachstan                | Kasachstan           | Kasachstan                                  |
| 13 aus Europa     | Dänemark                                    | Deutschland               | Finnland (Gastgeber) | Frankreich (Nachrücker aus der Division IA) |
| 13 aus Europa     | Großbritannien                              | Italien                   | Lettland             | Norwegen                                    |
| 13 aus Europa     | Österreich (Nachrücker aus der Division IA) | Schweden                  | Schweiz              | Slowakei                                    |
| 13 aus Europa     | Tschechien                                  |                           |                      |                                             |
| 2 aus Nordamerika | Kanada (Titelverteidiger)                   | Kanada (Titelverteidiger) | USA                  | USA                                         |

Gruppeneinteilung
Die Gruppeneinteilung wurde nach Abschluss der Weltmeisterschaft 2021 festgelegt. Als Basis diente die IIHF-Weltrangliste 2021. Frankreich und Österreich ersetzten Russland und Belarus in den jeweiligen Gruppen.
| Gruppe A (Helsinki)                                          | Gruppe B (Tampere)  |
| Kanada (1)                                                   | Finnland (2)        |
| Deutschland (5)                                              | USA (4)             |
| Schweiz (8)                                                  | Tschechien (6)      |
| Slowakei (9)                                                 | Schweden (7)        |
| Dänemark (12)                                                | Lettland (10)       |
| Kasachstan (13)                                              | Norwegen (11)       |
| Frankreich (15)                                              | Großbritannien (16) |
| Italien (17)                                                 | Österreich (18)     |
| In Klammern ist der jeweilige Weltranglistenplatz angegeben. |                     |

### Austragungsorte
Anfang März 2022 wurde die Helsinki Halli als Spielort der Weltmeisterschaft aufgrund der Sanktionen gegen die russischen Besitzer Gennadi Timtschenko und den Brüdern Arkadi und Boris Rotenberg im Zuge des russischen Überfalls auf die Ukraine gestrichen. Als Ersatzspielstätte wurde die Helsingin Jäähalli ausgewählt.
| Tampere |

| Helsinki |

| Tampere |

| Helsinki |

### Vorrunde
Die Vorrunde der Weltmeisterschaft begann am 13. Mai und endete elf Tage später am 24. Mai.
Am 19. Mai kam es im Vorfeld des Spiels der Gruppe A zwischen der deutschen und dänischen Nationalmannschaft zu einem Brand in der Halle. Daraufhin wurden beide Spiele dieser Gruppe am selben Tag verspätet begonnen.

#### Gruppe A
| 13. Mai 2022 16:20 Uhr (Ortszeit) | Frankreich A. Rech (26:06) J. Perret (32:49) | 2:4 (0:1, 2:2, 0:1) Spielbericht | Slowakei P. Regenda (10:23) T. Tatar (21:54) S. Takáč (38:03) P. Regenda (59:52) | Helsingin Jäähalli, Helsinki Zuschauer: 3.731 |

| 13. Mai 2022 20:20 Uhr | Deutschland M. Michaelis (27:24) M. Plachta (41:13) M. Seider (52:35) | 3:5 (0:2, 1:3, 2:0) Spielbericht | Kanada C. Sillinger (8:06) P.-L. Dubois (17:22) P.-L. Dubois (31:37) K. Johnson (33:39) N. Gregor (37:35) | Helsingin Jäähalli, Helsinki Zuschauer: 4.632 |

| 14. Mai 2022 12:20 Uhr | Dänemark P. Bjorkstrand (2:03) F. Scheel (3:59) J. Blichfeld (4:51) F. Storm (22:26) J. Jakobsen (26:22) J. Blichfeld (29:54) O. Larsen (39:36) P. Regin (40:43) J. Blichfeld (50:03) | 9:1 (3:0, 4:0, 2:1) Spielbericht | Kasachstan K. Sawizki (58:37) | Helsingin Jäähalli, Helsinki Zuschauer: 3.035 |

| 14. Mai 2022 16:20 Uhr | Schweiz D. Malgin (0:49) C. Thürkauf (17:05) A. Ambühl (19:42) C. Thürkauf (26:20) N. Hischier (58:20) | 5:2 (3:0, 1:0, 1:2) Spielbericht | Italien D. Glira (48:40) D. Hannoun (58:52) | Helsingin Jäähalli, Helsinki Zuschauer: 3.641 |

| 14. Mai 2022 20:20 Uhr | Slowakei K. Pospíšil (31:15) | 1:2 (0:0, 1:2, 0:0) Spielbericht | Deutschland M. Plachta (21:34) L. Pföderl (26:41) | Helsingin Jäähalli, Helsinki Zuschauer: 4.387 |

| 15. Mai 2022 12:20 Uhr | Italien P. Pietroniro (12:57) | 1:6 (1:1, 0:3, 0:2) Spielbericht | Kanada T. Sanheim (15:50) J. Anderson (28:15) N. Roy (35:14) K. Johnson (37:30) D. Mayo (42:49) N. Gregor (54:54) | Helsingin Jäähalli, Helsinki Zuschauer: 2.616 |

| 15. Mai 2022 16:20 Uhr | Frankreich A. Texier (32:31) F. Chakiachvili (39:35) | 2:1 (0:1, 2:0, 0:0) Spielbericht | Kasachstan W. Orechow (5:08) | Helsingin Jäähalli, Helsinki Zuschauer: 1.801 |

| 15. Mai 2022 20:20 Uhr | Dänemark | 0:6 (0:1, 0:4, 0:1) Spielbericht | Schweiz F. Herzog (8:58) T. Meier (21:03) P. Suter (25:01) J. Moser (32:39) P. Kurashev (37:33) D. Malgin (46:39) | Helsingin Jäähalli, Helsinki Zuschauer: 2.645 |

| 16. Mai 2022 16:20 Uhr | Slowakei S. Takáč (12:47) | 1:5 (1:1, 0:2, 0:2) Spielbericht | Kanada A. Lowry (10:48) P.-L. Dubois (26:11) P.-L. Dubois (37:56) C. Sillinger (41:08) M. Geekie (51:18) | Helsingin Jäähalli, Helsinki Zuschauer: 3.585 |

| 16. Mai 2022 20:20 Uhr | Frankreich A. Texier (14:48) H. Gallet (31:18) | 2:3 (1:2, 1:0, 0:1) Spielbericht | Deutschland D. Fischbuch (2:04) A. Ehl (17:51) L. Pföderl (45:45) | Helsingin Jäähalli, Helsinki Zuschauer: 2.652 |

| 17. Mai 2022 16:20 Uhr | Italien A. Petan (39:00) | 1:2 (0:1, 1:0, 0:1) Spielbericht | Dänemark N. Ehlers (15:54) M. Bau Hansen (41:46) | Helsingin Jäähalli, Helsinki Zuschauer: 2.557 |

| 17. Mai 2022 20:20 Uhr | Schweiz D. Malgin (23:58) D. Simion (34:32) F. Herzog (55:39) | 3:2 (0:0, 2:0, 1:2) Spielbericht | Kasachstan J. Blacker (45:47) W. Orechow (57:52) | Helsingin Jäähalli, Helsinki Zuschauer: 2.858 |

| 18. Mai 2022 16:20 Uhr | Frankreich S. Treille (58:54) H. Gallet (61:04) | 2:1 n. V. (0:1, 0:0, 1:0, 1:0) Spielbericht | Italien L. Frigo (14:42) | Helsingin Jäähalli, Helsinki Zuschauer: 1.543 |

| 18. Mai 2022 20:20 Uhr | Schweiz D. Malgin (0:52) D. Egli (23:56) T. Meier (32:59) N. Hischier (45:44) F. Herzog (59:36) | 5:3 (1:1, 2:1, 2:1) Spielbericht | Slowakei M. Roman (10:33) J. Slafkovský (25:32) S. Takáč (49:07) | Helsingin Jäähalli, Helsinki Zuschauer: 2.504 |

| 19. Mai 2022 18:00 Uhr | Deutschland M. Michaelis (32:41) | 1:0 (0:0, 1:0, 0:0) Spielbericht | Dänemark | Helsingin Jäähalli, Helsinki Zuschauer: 2.570 |

| 19. Mai 2022 21:30 Uhr | Kanada D. Cozens (3:45) D. Batherson (14:18) A. Lowry (17:20) D. Severson (32:14) D. Cozens (51:58) D. Cozens (59:11) | 6:3 (3:2, 1:0, 2:1) Spielbericht | Kasachstan J. Petuchow (2:25) A. Schestakow (12:16) K. Sawizki (47:55) | Helsingin Jäähalli, Helsinki Zuschauer: 2.299 |

| 20. Mai 2022 16:20 Uhr | Deutschland A. Karachun (5:01) K. Wissmann (6:17) Y. Ehliz (13:14) D. Fischbuch (17:58) L. Reichel (25:01) D. Fischbuch (34:55) Y. Ehliz (41:24) A. Karachun (42:45) S. Soramies (57:04) | 9:4 (4:0, 2:1, 3:3) Spielbericht | Italien T. Traversa (25:37) L. Frigo (47:26) D. Mantenuto (49:50) A. Petan (59:41) | Helsingin Jäähalli, Helsinki Zuschauer: 3.311 |

| 20. Mai 2022 20:20 Uhr | Kasachstan K. Panjukow (15:17) D. Schewtschenko (17:52) K. Panjukow (43:32) | 3:4 (2:1, 0:3, 1:0) Spielbericht | Slowakei A. Kollár (12:12) M. Fehérváry (29:47) A. Liška (33:18) J. Slafkovský (34:26) | Helsingin Jäähalli, Helsinki Zuschauer: 3.068 |

| 21. Mai 2022 12:20 Uhr | Dänemark P. Regin (16:43) J. Blichfeld (25:28) J. Jakobsen (58:24) | 3:0 (1:0, 1:0, 1:0) Spielbericht | Frankreich | Helsingin Jäähalli, Helsinki Zuschauer: 3.007 |

| 21. Mai 2022 16:20 Uhr | Kanada K. Johnson (11:52) A. Lowry (14:11) D. Batherson (19:03) | 3:6 (3:3, 0:1, 0:2) Spielbericht | Schweiz M. Fora (12:51) D. Kukan (15:33) J. Siegenthaler (19:51) N. Hischier (26:13) P. Suter (43:41) T. Meier (58:01) | Helsingin Jäähalli, Helsinki Zuschauer: 5.676 |

| 21. Mai 2022 20:20 Uhr | Italien A. Trivellato (44:09) | 1:3 (0:2, 0:0, 1:1) Spielbericht | Slowakei M. Krištof (10:31) A. Sýkora (19:54) A. Tamáši (49:14) | Helsingin Jäähalli, Helsinki Zuschauer: 3.442 |

| 22. Mai 2022 16:20 Uhr | Kasachstan R. Startschenko (2:57) J. Petuchow (15:46) P. Akolsin (39:29) N. Michailis (40:38) | 4:5 (2:3, 1:1, 1:1) Spielbericht | Deutschland J. Müller (4:38) L. Pföderl (16:10) D. Fischbuch (18:33) L. Reichel (25:52) Y. Ehliz (47:08) | Helsingin Jäähalli, Helsinki Zuschauer: 3.124 |

| 22. Mai 2022 20:20 Uhr | Schweiz N. Hischier (20:25) D. Riat (32:27) A. Ambühl (35:42) D. Kukan (51:17) N. Hischier (59:38) | 5:2 (0:2, 3:0, 2:0) Spielbericht | Frankreich A. Texier (4:58) V. Claireaux (13:25) | Helsingin Jäähalli, Helsinki Zuschauer: 3.997 |

| 23. Mai 2022 16:20 Uhr | Kasachstan C. Valk (11:22) W. Orechow (15:59) Ä. Ässetow (24:29) R. Startschenko (43:29) N. Michailis (46:02) | 5:2 (2:1, 1:1, 2:0) Spielbericht | Italien B. McNally (14:57) D. Kostner (25:26) | Helsingin Jäähalli, Helsinki Zuschauer: 1.983 |

| 23. Mai 2022 20:20 Uhr | Kanada M. Comtois (22:33) R. Graves (56:09) | 2:3 (0:2, 1:0, 1:1) Spielbericht | Dänemark M. Lauridsen (9:11) P. Regin (14:54) M. Bau Hansen (52:11) | Helsingin Jäähalli, Helsinki Zuschauer: 4.005 |

| 24. Mai 2022 12:20 Uhr | Deutschland K. Wissmann (11:51) S. Loibl (15:30) M. Plachta (47:57) | 3:4 n. P. (2:1, 0:2, 1:0, 0:0, 0:1) Spielbericht | Schweiz A. Ambühl (1:37) P. Suter (21:26) D. Malgin (38:31) N. Hischier (PS) | Helsingin Jäähalli, Helsinki Zuschauer: 3.862 |

| 24. Mai 2022 16:20 Uhr | Slowakei T. Tatar (10:00) T. Tatar (19:37) P. Regenda (21:57) M. Rosandić (32:17) J. Slafkovský (38:20) Š. Nemec (58:53) P. Regenda (59:19) | 7:1 (2:0, 3:0, 2:1) Spielbericht | Dänemark J. Blichfeld (47:43) | Helsingin Jäähalli, Helsinki Zuschauer: 3.084 |

| 24. Mai 2022 20:20 Uhr | Kanada D. Cozens (12:40) M. Comtois (17:31) P.-L. Dubois (22:07) E. O’Dell (35:10) Z. Whitecloud (45:29) P.-L. Dubois (51:16) D. Severson (55:19) | 7:1 (2:0, 2:0, 3:1) Spielbericht | Frankreich A. Rech (48:20) | Helsingin Jäähalli, Helsinki Zuschauer: 2.873 |

| Pl. |                           | Sp | S | OTS | OTN | N | Tore  | Punkte |
| --- | ------------------------- | -- | - | --- | --- | - | ----- | ------ |
| 1.  | Schweiz                   | 7  | 6 | 1   | 0   | 0 | 34:15 | 20     |
| 2.  | Deutschland               | 7  | 5 | 0   | 1   | 1 | 26:20 | 16     |
| 3.  | Kanada                    | 7  | 5 | 0   | 0   | 2 | 34:18 | 15     |
| 4.  | Slowakei                  | 7  | 4 | 0   | 0   | 3 | 23:19 | 12     |
| 5.  | Dänemark                  | 7  | 4 | 0   | 0   | 3 | 18:18 | 12     |
| 6.  | Frankreich                | 7  | 1 | 1   | 0   | 5 | 11:24 | 5      |
| 7.  | Kasachstan                | 7  | 1 | 0   | 0   | 6 | 19:31 | 3      |
| 8.  | Italien                   | 7  | 0 | 0   | 1   | 6 | 12:32 | 1      |
| –   | Russian Olympic Committee | –  | – | –   | –   | – | –0:0– | –      |

Abkürzungen: Pl. = Platz, Sp = Spiele, S = Siege, OTS = Siege nach Verlängerung (Overtime) oder Penaltyschießen, OTN = Niederlagen nach Verlängerung oder Penaltyschießen, N = Niederlagen

Erläuterungen: Viertelfinale, Absteiger in die Division IA, Turnierausschluss

#### Gruppe B
| 13. Mai 2022 16:20 Uhr (Ortszeit) | USA R. Barber (7:11) S. Jones (10:18) T. Bordeleau (11:36) S. Lafferty (20:33) | 4:1 (3:0, 1:0, 0:1) Spielbericht | Lettland A. Džeriņš (41:47) | Nokia-areena, Tampere Zuschauer: 7.938 |

| 13. Mai 2022 20:20 Uhr | Finnland H. Pesonen (18:39) T. Rajala (31:37) H. Björninen (36:06) J. Armia (41:36) J. Sallinen (57:56) | 5:0 (1:0, 2:0, 2:0) Spielbericht | Norwegen | Nokia-areena, Tampere Zuschauer: 11.413 |

| 14. Mai 2022 12:20 Uhr | Schweden J. Kellman (2:08) M. Friberg (16:37) J. Nordström (32:07) | 3:1 (2:1, 1:0, 0:0) Spielbericht | Österreich P. Schneider (19:30) | Nokia-areena, Tampere Zuschauer: 6.993 |

| 14. Mai 2022 16:20 Uhr | Tschechien M. Blümel (27:09) J. Flek (32:23) D. Jiříček (41:11) J. Černoch (46:43) M. Blümel (48:28) | 5:1 (0:0, 2:0, 3:1) Spielbericht | Großbritannien B. Lake (50:57) | Nokia-areena, Tampere Zuschauer: 6.286 |

| 14. Mai 2022 20:20 Uhr | Lettland R. Balcers (8:52) | 1:2 (1:0, 0:1, 0:1) Spielbericht | Finnland S. Manninen (30:52) M. Granlund (57:08) | Nokia-areena, Tampere Zuschauer: 11.483 |

| 15. Mai 2022 12:20 Uhr | Norwegen A. Klavestad (16:13) M. Olimb (26:35) M. Olimb (35:19) M. Haga (PS) | 4:3 n. P. (1:0, 2:0, 0:3, 0:0, 1:0) Spielbericht | Großbritannien R. Dowd (52:51) B. Perlini (53:29) M. Richardson (56:09) | Nokia-areena, Tampere Zuschauer: 4.651 |

| 15. Mai 2022 16:20 Uhr | Österreich B. Nissner (14:25) P. Huber (34:26) | 2:3 n. V. (1:0, 1:1, 0:1, 0:1) Spielbericht | USA K. Bellows (34:43) A. Gaudette (48:43) L. Hughes (63:07) | Nokia-areena, Tampere Zuschauer: 4.228 |

| 15. Mai 2022 20:20 Uhr | Tschechien D. Krejčí (6:03) T. Kundrátek (37:36) M. Blümel (45:19) | 3:5 (1:1, 1:3, 1:1) Spielbericht | Schweden R. Asplund (19:24) E. Bemström (22:47) M. Bromé (25:50) R. Asplund (28:52) A. Bengtsson (44:50) | Nokia-areena, Tampere Zuschauer: 6.089 |

| 16. Mai 2022 16:20 Uhr | Lettland R. Ābols (14:04) N. Jeļisejevs (27:16) Ro. Bukarts (33:00) | 3:2 (1:1, 2:0, 0:1) Spielbericht | Norwegen M. Rosseli Olsen (18:41) M. Krogdahl (47:12) | Nokia-areena, Tampere Zuschauer: 8.510 |

| 16. Mai 2022 20:20 Uhr | Finnland M. Granlund (17:20) V. Filppula (24:42) S. Manninen (25:36) M. Lehtonen (30:50) | 4:1 (1:0, 3:0, 0:1) Spielbericht | USA A. Galchenyuk (58:22) | Nokia-areena, Tampere Zuschauer: 11.555 |

| 17. Mai 2022 16:20 Uhr | Tschechien R. Červenka (17:59) | 1:2 n. P. (1:0, 0:0, 0:1, 0:0, 0:1) Spielbericht | Österreich B. Lebler (59:22) P. Schneider (PS) | Nokia-areena, Tampere Zuschauer: 3.264 |

| 17. Mai 2022 20:20 Uhr | Schweden R. Asplund (0:13) J. Nordström (7:43) A. Bengtsson (10:24) R. Dahlin (13:09) R. Asplund (19:55) A. Bengtsson (53:09) | 6:0 (5:0, 0:0, 1:0) Spielbericht | Großbritannien | Nokia-areena, Tampere Zuschauer: 3.012 |

| 18. Mai 2022 16:20 Uhr | Norwegen M. Rosseli Olsen (7:33) A. Martinsen (20:55) M. Røymark (31:44) M. Rosseli Olsen (47:32) M. Rønnild (59:47) | 5:3 (1:1, 2:1, 2:1) Spielbericht | Österreich D. Heinrich (6:48) L. Haudum (26:54) P. Schneider (56:12) | Nokia-areena, Tampere Zuschauer: 6.137 |

| 18. Mai 2022 20:20 Uhr | Finnland M. Lehtonen (23:38) S. Vatanen (25:39) | 2:3 n. P. (0:1, 2:0, 0:1, 0:0, 0:1) Spielbericht | Schweden A. Larsson (11:38) J. Kellman (46:38) E. Bemström (PS) | Nokia-areena, Tampere Zuschauer: 11.695 |

| 19. Mai 2022 16:20 Uhr | Großbritannien | 0:3 (0:0, 0:1, 0:2) Spielbericht | USA B. Meyers (28:20) K. Bellows (40:58) K. Bellows (43:41) | Nokia-areena, Tampere Zuschauer: 4.506 |

| 19. Mai 2022 20:20 Uhr | Tschechien H. Zohorna (4:02) R. Červenka (4:58) M. Špaček (6:41) T. Hertl (16:30) D. Pastrňák (18:56) | 5:1 (5:0, 0:0, 0:1) Spielbericht | Lettland A. Kulda (41:01) | Nokia-areena, Tampere Zuschauer: 5.711 |

| 20. Mai 2022 16:20 Uhr | Großbritannien | 0:6 (0:2, 0:2, 0:2) Spielbericht | Finnland N. Friman (6:48) J. Hietanen (11:38) V. Filppula (26:40) J. Armia (28:27) S. Mäenalanen (49:01) T. Rajala (55:42) | Nokia-areena, Tampere Zuschauer: 11.502 |

| 20. Mai 2022 20:20 Uhr | Lettland R. Balcers (25:36) Ri. Bukarts (29:50) R. Balcers (35:40) Ro. Bukarts (PS) | 4:3 n. P. (0:0, 3:2, 0:1, 0:0, 1:0) Spielbericht | Österreich B. Nissner (21:10) D. Heinrich (31:24) T. Raffl (46:21) | Nokia-areena, Tampere Zuschauer: 8.516 |

| 21. Mai 2022 12:20 Uhr | USA A. Gaudette (7:50) N. Schmidt (38:58) A. Gaudette (64:48) | 3:2 n. V. (1:1, 1:0, 0:1, 1:0) Spielbericht | Schweden R. Dahlin (2:28) C. Grundström (46:56) | Nokia-areena, Tampere Zuschauer: 8.304 |

| 21. Mai 2022 16:20 Uhr | Österreich | 0:3 (0:1, 0:1, 0:1) Spielbericht | Finnland V. Filppula (1:45) M. Granlund (24:10) T. Rajala (47:39) | Nokia-areena, Tampere Zuschauer: 11.573 |

| 21. Mai 2022 20:20 Uhr | Norwegen L. Hoff (44:27) | 1:4 (0:1, 0:1, 1:2) Spielbericht | Tschechien D. Pastrňák (6:26) J. Vrána (22:21) D. Pastrňák (40:48) R. Červenka (58:34) | Nokia-areena, Tampere Zuschauer: 6.015 |

| 22. Mai 2022 16:20 Uhr | Großbritannien B. Perlini (5:24) C. Neilson (12:16) L. Hook (26:24) | 3:4 (2:0, 1:2, 0:2) Spielbericht | Lettland O. Batņa (24:17) J. Jaks (34:34) Ri. Bukarts (51:49) A. Džeriņš (53:11) | Nokia-areena, Tampere Zuschauer: 4.860 |

| 22. Mai 2022 20:20 Uhr | Schweden J. Peterson (11:48) W. Nylander (27:43) J. Peterson (28:47) R. Asplund (31:38) L. Wallmark (37:33) M. Friberg (43:13) R. Asplund (49:57) | 7:1 (1:0, 4:0, 2:1) Spielbericht | Norwegen T. Fladeby (40:44) | Nokia-areena, Tampere Zuschauer: 3.707 |

| 23. Mai 2022 16:20 Uhr | USA | 0:1 (0:1, 0:0, 0:0) Spielbericht | Tschechien M. Blümel (7:53) | Nokia-areena, Tampere Zuschauer: 5.270 |

| 23. Mai 2022 20:20 Uhr | Österreich A. Wukovits (44:51) D. Heinrich (47:28) B. Nissner (51:26) T. Raffl (58:54) P. Schneider (59:16) | 5:3 (0:1, 0:1, 5:1) Spielbericht | Großbritannien M. Myers (19:00) R. Dowd (21:57) C. Neilson (46:19) | Nokia-areena, Tampere Zuschauer: 3.321 |

| 24. Mai 2022 12:20 Uhr | Schweden W. Nylander (34:54) | 1:0 (0:0, 1:0, 0:0) Spielbericht | Lettland | Nokia-areena, Tampere Zuschauer: 5.560 |

| 24. Mai 2022 16:20 Uhr | USA R. Hartman (3:45) M. Boldy (7:20) B. Meyers (28:05) S. Farrell (59:20) | 4:2 (2:0, 1:1, 1:1) Spielbericht | Norwegen A. Martinsen (22:43) D. Rokseth (41:59) | Nokia-areena, Tampere Zuschauer: 5.435 |

| 24. Mai 2022 20:20 Uhr | Finnland J. Armia (9:31) S. Manninen (16:17) T. Rajala (35:34) | 3:0 (2:0, 1:0, 0:0) Spielbericht | Tschechien | Nokia-areena, Tampere Zuschauer: 11.673 |

| Pl. |                | Sp | S | OTS | OTN | N | Tore  | Punkte |
| --- | -------------- | -- | - | --- | --- | - | ----- | ------ |
| 1.  | Finnland       | 7  | 6 | 0   | 1   | 0 | 25:05 | 19     |
| 2.  | Schweden       | 7  | 5 | 1   | 1   | 0 | 27:10 | 18     |
| 3.  | Tschechien     | 7  | 4 | 0   | 1   | 2 | 19:13 | 13     |
| 4.  | USA            | 7  | 3 | 2   | 0   | 2 | 18:12 | 13     |
| 5.  | Lettland       | 7  | 2 | 1   | 0   | 4 | 14:20 | 8      |
| 6.  | Österreich     | 7  | 1 | 1   | 2   | 3 | 16:22 | 7      |
| 7.  | Norwegen       | 7  | 1 | 1   | 0   | 5 | 15:29 | 5      |
| 8.  | Großbritannien | 7  | 0 | 0   | 1   | 6 | 10:33 | 1      |
| –   | Belarus        | –  | – | –   | –   | – | –0:0– | –      |

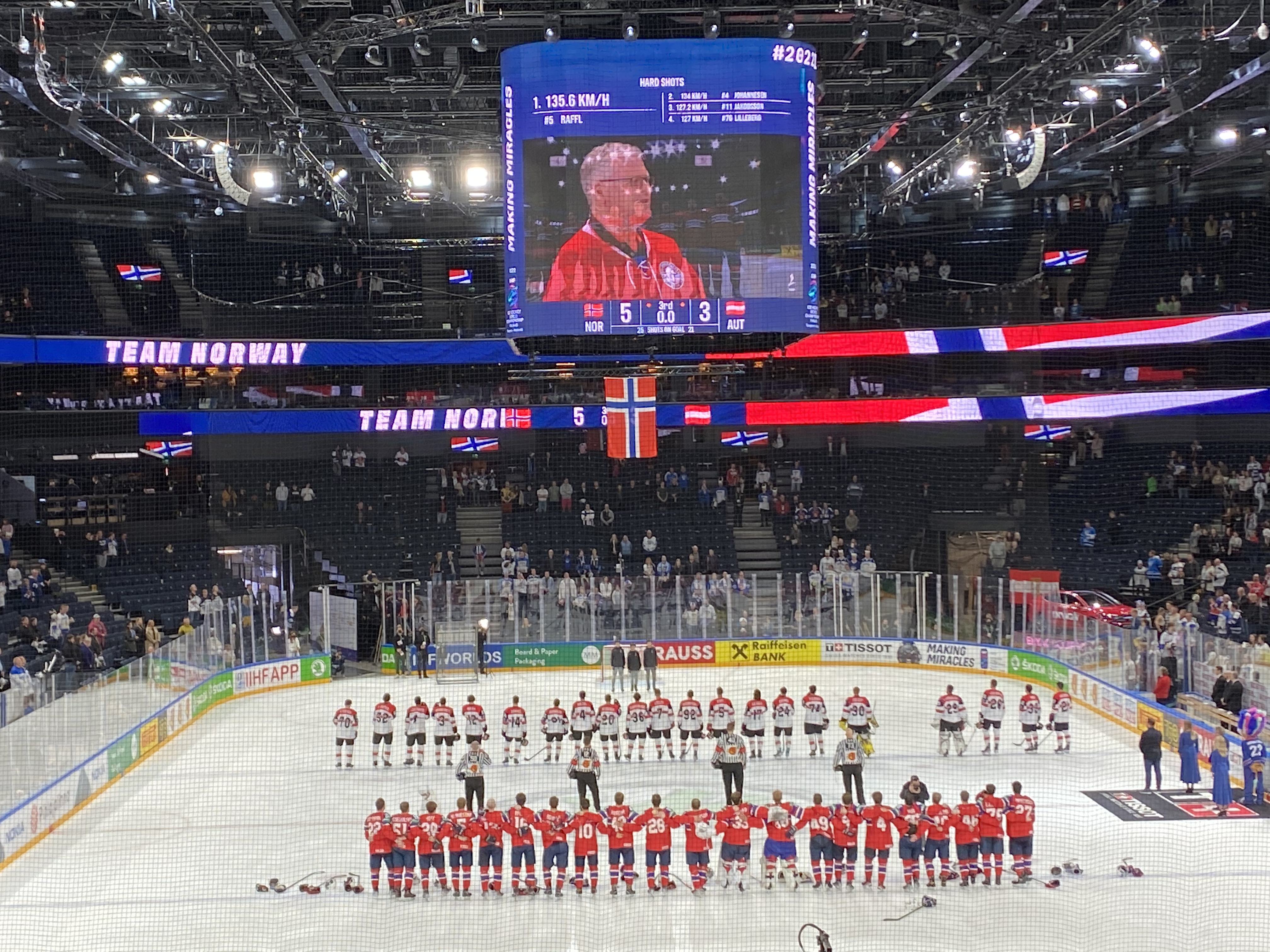
Spielende der Begegnung zwischen Norwegen und Österreich (Endstand: 3:2)

Abkürzungen: Pl. = Platz, Sp = Spiele, S = Siege, OTS = Siege nach Verlängerung (Overtime) oder Penaltyschießen, OTN = Niederlagen nach Verlängerung oder Penaltyschießen, N = Niederlagen

Erläuterungen: Viertelfinale, Absteiger in die Division IA, Turnierausschluss

### Finalrunde
Die Finalrunde begann nach Abschluss der Vorrunde am 26. Mai 2022, so dass alle Teams mindestens einen Ruhetag hatten. Zwei der Viertelfinalpartien wurden in der Helsingin Jäähalli in Helsinki, die anderen Partien der Finalrunde in der Nokia-areena in Tampere ausgetragen. Die Viertelfinalpartien fanden wie in den Vorjahren im Kreuzvergleich der beiden Vorrundengruppen statt. Im Halbfinale am 28. Mai spielten der Bestplatzierte der Vorrunde gegen die letztplatzierte verbliebene Mannschaft, die restlichen beiden Mannschaften spielten das andere Halbfinale. Das Finale sowie das Spiel um Bronze waren auf den 29. Mai terminiert.
|  | Viertelfinale                                          | Viertelfinale | Viertelfinale |    | Halbfinale  | Halbfinale | Halbfinale       |            |   | Finale | Finale | Finale |
|  |                                                        |               |               |    |             |            |                  |            |   |        |        |        |
|  | A1                                                     | Schweiz       | 0             |    |             |            |                  |            |   |        |        |        |
|  | B4                                                     | USA           | 3             |    |             |            |                  |            |   |        |        |        |
|  | B4                                                     | USA           | 3             | B1 | Finnland    | 4          |                  |            |   |        |        |        |
|  |                                                        |               |               | B1 | Finnland    | 4          |                  |            |   |        |        |        |
|  | B4                                                     | USA           | 3             |    |             |            |                  |            |   |        |        |        |
|  | B4                                                     | USA           | 3             | B2 | Schweden    | 3          |                  |            |   |        |        |        |
|  |                                                        |               |               | B2 | Schweden    | 3          |                  |            |   |        |        |        |
|  | A3                                                     | Kanada        | 4             |    |             |            |                  |            |   |        |        |        |
|  | A3                                                     | Kanada        | 4             | B1 | Finnland    | 4          |                  |            |   |        |        |        |
|  | (Die Teams werden nach dem Viertelfinale neu gesetzt.) |               |               | B1 | Finnland    | 4          |                  |            |   |        |        |        |
|  |                                                        | A3            | Kanada        | 3  |             |            |                  |            |   |        |        |        |
|  | B1                                                     | A3            | Kanada        | 3  | Finnland    | 4          |                  |            |   |        |        |        |
|  | B1                                                     |               |               |    | Finnland    | 4          |                  |            |   |        |        |        |
|  | A4                                                     | Slowakei      | 2             |    |             |            |                  |            |   |        |        |        |
|  | A4                                                     | Slowakei      | 2             | A3 | Kanada      | 6          |                  |            |   |        |        |        |
|  |                                                        |               |               | A3 | Kanada      | 6          | Spiel um Platz 3 |            |   |        |        |        |
|  | B3                                                     | Tschechien    | 1             |    |             |            |                  |            |   |        |        |        |
|  | B3                                                     | Tschechien    | 1             | A2 | Deutschland | 1          | B3               | Tschechien | 8 |        |        |        |
|  |                                                        |               |               | A2 | Deutschland | 1          | B3               | Tschechien | 8 |        |        |        |
|  | B3                                                     | Tschechien    | 4             | B4 | USA         | 4          |                  |            |   |        |        |        |

#### Viertelfinale
| 26. Mai 2022 16:20 Uhr (Ortszeit) | Deutschland M. Seider (53:48) | 1:4 (0:2, 0:1, 1:1) Spielbericht | Tschechien D. Pastrňák (2:17) R. Červenka (10:04) D. Krejčí (32:10) J. Smejkal (58:10) | Helsingin Jäähalli, Helsinki Zuschauer: 4.290 |

| 26. Mai 2022 16:20 Uhr | Schweden C. Klingberg (1:27) W. Nylander (7:04) M. Friberg (28:23) | 3:4 n. V. (2:0, 1:0, 0:3, 0:1) Spielbericht | Kanada R. Graves (41:21) P.-L. Dubois (58:07) M. Barzal (58:37) D. Batherson (60:43) | Nokia-areena, Tampere Zuschauer: 8.576 |

| 26. Mai 2022 20:20 Uhr | Schweiz | 0:3 (0:2, 0:0, 0:1) Spielbericht | USA B. Meyers (11:59) A. Gaudette (16:42) B. Meyers (54:06) | Helsingin Jäähalli, Helsinki Zuschauer: 3.727 |

| 26. Mai 2022 20:20 Uhr | Finnland M. Anttila (18:27) M. Anttila (23:44) S. Manninen (44:01) S. Mäenalanen (59:59) | 4:2 (1:2, 1:0, 2:0) Spielbericht | Slowakei A. Sýkora (8:17) P. Regenda (15:16) | Nokia-areena, Tampere Zuschauer: 11.341 |

#### Halbfinale
| 28. Mai 2022 14:20 Uhr | Finnland M. Heiskanen (16:53) S. Manninen (24:11) S. Vatanen (29:40) J. Armia (45:03) | 4:3 (1:1, 2:1, 1:1) Spielbericht | USA N. Schmidt (1:04) S. Farrell (26:52) A. Gaudette (57:09) | Nokia-areena, Tampere Zuschauer: 11.055 |

| 28. Mai 2022 18:20 Uhr | Kanada D. Cozens (19:27) A. Lowry (27:33) K. Johnson (28:54) M. Barzal (30:52) C. Sillinger (43:56) D. Cozens (52:50) | 6:1 (1:1, 3:0, 2:0) Spielbericht | Tschechien D. Krejčí (7:07) | Nokia-areena, Tampere Zuschauer: 9.047 |

#### Spiel um Platz 3
| 29. Mai 2022 15:20 Uhr | Tschechien J. Černoch (15:19) J. Smejkal (32:12) D. Pastrňák (40:51) R. Červenka (42:29) D. Pastrňák (43:37) D. Kämpf (54:42) D. Kämpf (58:08) D. Pastrňák (59:23) | 8:4 (1:3, 1:0, 6:1) Spielbericht | USA K. Kuhlman (9:33) A. Gaudette (12:14) K. Kuhlman (19:47) T. Bordeleau (58:41) | Nokia-areena, Tampere Zuschauer: 9.737 |

#### Finale
| 29. Mai 2022 20:20 Uhr | Finnland M. Granlund (44:13) M. Granlund (45:57) J. Armia (54:04) S. Manninen (66:42) | 4:3 n. V. (0:0, 0:1, 3:2, 1:0) Spielbericht | Kanada D. Cozens (24:00) Z. Whitecloud (57:48) M. Comtois (58:36) | Nokia-areena, Tampere Zuschauer: 11.487 |

### Statistik

#### Beste Scorer
Abkürzungen: Sp = Spiele, T = Tore, V = Assists, Pkt = Punkte, +/− = Plus/Minus, SM = Strafminuten; Fett: Turnierbestwert
| Spieler           | Team       | Sp | T | V  | Pkt | +/− | SM |
| ----------------- | ---------- | -- | - | -- | --- | --- | -- |
| Roman Červenka    | Tschechien | 10 | 5 | 12 | 17  | +4  | 10 |
| Drake Batherson   | Kanada     | 10 | 3 | 11 | 14  | +8  | 6  |
| Dylan Cozens      | Kanada     | 10 | 7 | 6  | 13  | +12 | 2  |
| Pierre-Luc Dubois | Kanada     | 10 | 7 | 6  | 13  | +11 | 12 |
| Denis Malgin      | Schweiz    | 8  | 5 | 7  | 12  | +5  | 4  |
| David Krejčí      | Tschechien | 10 | 3 | 9  | 12  | +6  | 4  |
| Mikael Granlund   | Finnland   | 10 | 2 | 10 | 12  | +7  | 2  |
| Mikko Lehtonen    | Finnland   | 9  | 5 | 6  | 11  | +2  | 2  |
| David Pastrňák    | Tschechien | 7  | 7 | 3  | 10  | +3  | 2  |
| Sakari Manninen   | Finnland   | 10 | 6 | 4  | 10  | +2  | 2  |

#### Beste Torhüter
Abkürzungen: Sp = Spiele, Min = Eiszeit (in Minuten), SaT = Schüsse aufs Tor, GT = Gegentore, Sv% = gehaltene Schüsse (in %), GTS = Gegentorschnitt, SO = Shutouts; Fett: Turnierbestwert
Erfasst werden nur Torhüter, die mindestens 40 % der Gesamtspielzeit eines Teams absolviert haben. Sortiert nach Fangquote (Sv%).
| Spieler               | Team       | Sp | Min    | GT | SO | Sv%   | GTS  |
| --------------------- | ---------- | -- | ------ | -- | -- | ----- | ---- |
| Artūrs Šilovs         | Lettland   | 4  | 196:21 | 4  | 0  | 95,24 | 1,22 |
| Juho Olkinuora        | Finnland   | 8  | 486:42 | 9  | 4  | 94,83 | 1,11 |
| Magnus Hellberg       | Schweden   | 4  | 245:00 | 6  | 1  | 93,18 | 1,47 |
| Henri-Corentin Buysse | Frankreich | 4  | 237:58 | 7  | 0  | 93,14 | 1,76 |
| Chris Driedger        | Kanada     | 6  | 341:48 | 10 | 0  | 91,45 | 1,76 |

### Abschlussplatzierungen
Die Platzierungen ergaben sich nach folgenden Kriterien:
- Plätze 1 bis 4: Ergebnisse im Finale sowie im Spiel um Platz 3
- Plätze 5 bis 8 (Verlierer der Viertelfinalpartien): nach Platzierung, dann Punkten, dann Tordifferenz in der Vorrunde
- Plätze 9 bis 16 (Vorrunde): nach Platzierung, dann Punkten, dann Tordifferenz in der Vorrunde

| Pl. | Team           |
| --- | -------------- |
| 1   | Finnland       |
| 2   | Kanada         |
| 3   | Tschechien     |
| 4   | USA            |
| 5   | Schweiz        |
| 6   | Schweden       |
| 7   | Deutschland    |
| 8   | Slowakei       |
| 9   | Dänemark       |
| 10  | Lettland       |
| 11  | Österreich     |
| 12  | Frankreich     |
| 13  | Norwegen       |
| 14  | Kasachstan     |
| 15  | Italien        |
| 16  | Großbritannien |

### Titel, Auf- und Abstieg
| Weltmeister Finnland | Marko Anttila, Joel Armia, Hannes Björninen, Valtteri Filppula, Niklas Friman, Mikael Granlund, Teemu Hartikainen, Miro Heiskanen, Juuso Hietanen, Jere Innala, Juho Lammikko, Mikko Lehtonen, Esa Lindell, Sakari Manninen, Saku Mäenalanen, Atte Ohtamaa, Juho Olkinuora, Harri Pesonen, Ville Pokka, Toni Rajala, Jere Sallinen, Harri Säteri, Mikael Seppälä, Frans Tuohimaa, Sami Vatanen Cheftrainer: Jukka Jalonen Assistenztrainer: Kari Lehtonen, Mikko Manner, Ari-Pekka Selin |

| Silber Kanada | Josh Anderson, Mathew Barzal, Drake Batherson, Thomas Chabot, Max Comtois, Dylan Cozens, Chris Driedger, Pierre-Luc Dubois, Morgan Geekie, Ryan Graves, Noah Gregor, Nick Holden, Kent Johnson, Adam Lowry, Dysin Mayo, Dawson Mercer, Eric O’Dell, Nicolas Roy, Travis Sanheim, Damon Severson, Cole Sillinger, Logan Thompson, Matt Tomkins, Zach Whitecloud Cheftrainer: Claude Julien Assistenztrainer: D. J. Smith, André Tourigny |

| Bronze Tschechien | Matěj Blümel, Jiří Černoch, Roman Červenka, Lukáš Dostál, Jakub Flek, Tomáš Hertl, Filip Hronek, David Jiříček, Michal Jordán, David Kämpf, Michal Kempný, David Krejčí, Tomáš Kundrátek, Marek Langhamer, David Pastrňák, Jan Ščotka, Radim Šimek, Dominik Simon, David Sklenička, Jiří Smejkal, Michael Špaček, Matěj Stránský, Karel Vejmelka, Jakub Vrána, Hynek Zohorna Cheftrainer: Kari Jalonen Assistenztrainer: Martin Erat, Libor Zábranský |

| Absteiger in die Division IA:   | Großbritannien, Italien |
| Aufsteiger in die Top-Division: | Slowenien, Ungarn       |

### Auszeichnungen
Spielertrophäen
| Auszeichnung         | Spieler        | Team       |
| -------------------- | -------------- | ---------- |
| Wertvollster Spieler | Juho Olkinuora | Finnland   |
| Bester Torhüter      | Juho Olkinuora | Finnland   |
| Bester Verteidiger   | Mikko Lehtonen | Finnland   |
| Bester Stürmer       | Roman Červenka | Tschechien |

All-Star-Team
| Angriff:      | Sakari Manninen – Roman Červenka – Pierre-Luc Dubois |
| Verteidigung: | Seth Jones – Mikko Lehtonen                          |
| Tor:          | Juho Olkinuora                                       |

## Division I

### Gruppe A in Ljubljana, Slowenien
Das Turnier der Gruppe A wurde vom 3. bis 8. Mai 2022 in der slowenischen Landeshauptstadt Ljubljana ausgetragen. Die Spiele fanden in der 4.500 Zuschauer fassenden Hala Tivoli, der Heimspielstätte des HDD Olimpija Ljubljana aus der Alps Hockey League, statt. Insgesamt besuchten 20.700 Zuschauer die zehn Turnierspiele, was einem Schnitt von 2.070 pro Partie entspricht.
In der Gruppe A, die aufgrund des Nachrückens von Frankreich und Österreich in die Top-Division sowie des Aufrückens Litauens aus der B-Gruppe mit fünf Mannschaften spielte, setzten sich Slowenien und Ungarn als Aufsteiger durch. Die Slowenen schafften damit nach fünf und Ungarn nach sechs Jahren die Rückkehr in die Eliteklasse der Weltmeisterschaft. Beide Teams machten bereits zu Turnierbeginn ihre Ambitionen deutlich. Slowenien hielt sich im gesamten Turnierverlauf verlustpunktfrei und machte den Aufstieg bereits nach dem Direktduell gegen Ungarn am dritten Spieltag beider Teams perfekt. Ungarn nutzte hingegen die Schwächen der Litauer und Südkoreaner, die es beide zu Turnierbeginn schlug. Als Aufsteiger aus dem Jahr 2019 belegte Rumänien nach vier Niederlagen den letzten Gruppenrang, vermied durch die Auf- und Abstiegsregularien für das folgende WM-Jahr aber direkten Weg zurück in den B-Pool der Division I.
| 3. Mai 2022 15:30 Uhr (Ortszeit) | Ungarn N. Fejes (6:19) I. Sofron (7:42) C. Erdély (23:19) C. Erdély (27:38) C. Erdély (30:27) | 5:1 (2:0, 3:0, 0:1) Spielbericht | Südkorea Kim S.-w. (57:49) | Hala Tivoli, Ljubljana Zuschauer: 1.500 |

| 3. Mai 2022 19:00 Uhr | Slowenien M. Verlič (13:44) A. Kuralt (21:07) B. Tomaževič (29:53) G. Koblar (52:59) | 4:2 (1:0, 2:0, 1:2) Spielbericht | Litauen A. Bendžius (55:18) E. Krakauskas (59:51) | Hala Tivoli, Ljubljana Zuschauer: 2.500 |

| 4. Mai 2022 15:30 Uhr | Litauen N. Ališauskas (27:03) | 1:2 (0:1, 1:1, 0:0) Spielbericht | Ungarn B. Sebők (0:51) J. Hári (23:38) | Hala Tivoli, Ljubljana Zuschauer: 1.500 |

| 4. Mai 2022 19:00 Uhr | Rumänien J. Skatschkow (11:01) | 1:9 (1:1, 0:6, 0:2) Spielbericht | Slowenien Ž. Jeglič (9:00) M. Verlič (23:02) Ž. Jeglič (24:18) K. Ograjenšek (32:56) L. Maver (35:33) M. Verlič (39:03) T. Čimžar (40:00) R. Tičar (44:00) M. Verlič (50:19) | Hala Tivoli, Ljubljana Zuschauer: 2.000 |

| 5. Mai 2022 15:30 Uhr | Rumänien A. Sagidullin (38:53) | 1:4 (0:0, 1:2, 0:2) Spielbericht | Südkorea Kim W.-j. (21:41) Jeon J.-w. (25:48) Kang M.-w. (45:46) Jeon J.-w. (58:36) | Hala Tivoli, Ljubljana Zuschauer: 1.000 |

| 6. Mai 2022 15:30 Uhr | Südkorea Jeon J.-w. (12:12) Lee C.-m. (28:56) Lee J.-m. (58:19) | 3:5 (1:2, 1:1, 1:2) Spielbericht | Litauen A. Bosas (10:35) E. Krakauskas (16:54) E. Krakauskas (39:32) E. Noreika (52:34) U. Čižas (57:11) | Hala Tivoli, Ljubljana Zuschauer: 500 |

| 6. Mai 2022 19:00 Uhr | Slowenien Ž. Jeglič (0:31) R. Sabolič (26:45) Ž. Pance (26:50) R. Sabolič (57:20) K. Ograjenšek (57:29) | 5:1 (1:1, 2:0, 2:0) Spielbericht | Ungarn C. Erdély (15:06) | Hala Tivoli, Ljubljana Zuschauer: 4.200 |

| 7. Mai 2022 15:30 Uhr | Litauen E. Noreika (31:10) J. Jasinevičius (33:40) T. Kumeliauskas (38:14) E. Krakauskas (43:35) P. Gintautas (45:24) | 5:4 (0:2, 3:1, 2:1) Spielbericht | Rumänien J. Skatschkow (3:49) T. Részegh (10:59) Z. Molnár (36:47) S. Rokaly (50:07) | Hala Tivoli, Ljubljana Zuschauer: 1.000 |

| 8. Mai 2022 15:30 Uhr | Ungarn G. Nagy (8:26) B. Magosi (12:47) R. Kulmala (29:05) I. Sofron (56:59) | 4:2 (2:0, 1:2, 1:0) Spielbericht | Rumänien R. Gliga (20:30) R. Ferencz-Csibi (27:49) | Hala Tivoli, Ljubljana Zuschauer: 2.500 |

| 8. Mai 2022 19:00 Uhr | Südkorea Lee J.-m. (55:23) | 1:4 (0:2, 0:1, 1:1) Spielbericht | Slowenien M. Robar (5:54) R. Sabolič (11:26) R. Sabolič (35:35) R. Tičar (50:52) | Hala Tivoli, Ljubljana Zuschauer: 4.000 |

| Pl. |           | Sp | S | OTS | OTN | N | Tore  | Punkte |
| --- | --------- | -- | - | --- | --- | - | ----- | ------ |
| 1.  | Slowenien | 4  | 4 | 0   | 0   | 0 | 22:05 | 12     |
| 2.  | Ungarn    | 4  | 3 | 0   | 0   | 1 | 12:09 | 9      |
| 3.  | Litauen   | 4  | 2 | 0   | 0   | 2 | 13:13 | 6      |
| 4.  | Südkorea  | 4  | 1 | 0   | 0   | 3 | 09:15 | 3      |
| 5.  | Rumänien  | 4  | 0 | 0   | 0   | 4 | 08:22 | 0      |

Abkürzungen: Pl. = Platz, Sp = Spiele, S = Siege, OTS = Siege nach Verlängerung (Overtime) oder Penaltyschießen, OTN = Niederlagen nach Verlängerung oder Penaltyschießen, N = Niederlagen

Erläuterungen: Aufsteiger in die Top-Division

#### Division-IA-Aufstiegsmannschaften
| Division-IA-Aufsteiger Slowenien | Tadej Čimžar, Aljoša Crnovič, Blaž Gregorc, Žiga Jeglič, Gregor Koblar, Gašper Krošelj, Anže Kuralt, Aleksandar Magovac, Luka Maver, Ken Ograjenšek, Žiga Pance, Matija Pintarič, Matic Podlipnik, Klemen Pretnar, Mitja Robar, Robert Sabolič, Miha Štebih, Rok Tičar, Blaž Tomaževič, Jan Urbas, Miha Verlič, Miha Zajc Trainer: Matjaž Kopitar  |
| Division-IA-Aufsteiger Ungarn    | Csanád Erdély, Nándor Fejes, Zsombor Garát, János Hári, Zoltán Hetényi, Milán Horváth, Roland Kiss, Dániel Kóger, Rasmus Kulmala, Scott Macaulay, Bálint Magosi, Gergő Nagy, Kristóf Papp, Tamás Pozsgai, Miklós Rajna, Tamás Sárpátki, Balázs Sebők, István Sofron, Bence Szirányi, István Terbócs, Richárd Tóth, János Vas Trainer: Sean Simpson |

### Gruppe B in Tychy, Polen
Das Turnier der Gruppe B wurde vom 26. April bis 1. Mai 2022 in der polnischen Stadt Tychy ausgetragen. Die Spiele fanden im 2.535 Zuschauer fassenden Stadion Zimowy w Tychach statt. Ursprünglich sollten die Spiele im Spodek in Katowice stattfinden. Auf Anfrage des polnischen Eishockeyverbandes wurde die Austragung der Partien nach Tychy verlegt. Insgesamt besuchten 7.817 Zuschauer die zehn Turnierspiele, was einem Schnitt von 781 pro Partie entspricht.
Beim Turnier der B-Gruppe, die aufgrund des Nachrückens der litauischen Mannschaft in den A-Pool mit lediglich fünf Mannschaften ausgetragen wurde, setzte sich das gastgebende polnische Team durch und kehrte nach vierjähriger Abstinenz in die Gruppe A der Division I zurück. Dabei lag bis zum letzten Spieltag die Mannschaft aus Japan mit neun Punkten an der Tabellenspitze, nachdem Polen im Spiel gegen die Ukraine nach der regulären Spielzeit von 60 Minuten siegreich gewesen war. Im letztlich entscheidenden Spiel um den Aufstieg gegen Japan setzte sich Polen mit 2:0 durch und ließ den Japanern nach 2017 und 2018 bereits zum dritten Mal nach dem Abstieg im Jahr 2016 nur den zweiten Rang. Den letzten Gruppenrang belegte Aufsteiger Serbien, der das entscheidende Spiel gegen Estland mit 2:4 verlor. Aufgrund der geltenden Auf- und Abstiegsregularien für das folgende WM-Jahr vermieden die Serben jedoch den direkten Wiederabstieg in die Division II.
| 26. April 2022 16:30 Uhr (Ortszeit) | Serbien | 0:8 (0:2, 0:5, 0:1) Spielbericht | Japan Y. Nakayashiki (5:13) M. Furuhashi (6:00) Y. Hirano (24:28) Y. Hirano (29:54) M. Furuhashi (30:06) T. Irikura (37:47) Y. Hirano (38:43) K. Suzuki (49:44) | Stadion Zimowy w Tychach, Tychy Zuschauer: 158 |

| 26. April 2022 20:00 Uhr | Polen K. Wałęga (12:54) P. Zygmunt (29:51) F. Komorski (45:53) | 3:0 (1:0, 1:0, 1:0) Spielbericht | Estland | Stadion Zimowy w Tychach, Tychy Zuschauer: 808 |

| 27. April 2022 16:30 Uhr | Ukraine O. Peressunko (1:24) O. Peressunko (10:51) W. Masur (23:30) W. Masur (29:00) D. Nimenko (33:10) F. Morosow (48:24) W. Ljalka (50:39) | 7:0 (2:0, 3:0, 2:0) Spielbericht | Serbien | Stadion Zimowy w Tychach, Tychy Zuschauer: 328 |

| 28. April 2022 16:30 Uhr | Japan K. Ōtsu (3:19) J. Halliday (9:44) S. Hitosato (12:47) T. Irikura (14:08) Y. Ōtsu (26:43) Y. Hirano (45:45) Y. Hirano (55:07) | 7:5 (4:2, 1:3, 2:0) Spielbericht | Estland V. Vasjonkin (6:04) R. Rooba (19:49) R. Rooba (20:42) S. Kerna (28:28) R. Rooba (36:54) | Stadion Zimowy w Tychach, Tychy Zuschauer: 264 |

| 28. April 2022 20:00 Uhr | Ukraine J. Fadjejew (15:15) M. Symtschuk (44:38) | 2:3 n. P. (1:2, 0:0, 1:0, 0:0, 0:1) Spielbericht | Polen D. Paś (12:01) D. Paś (17:56) J. Bukowski (PS) | Stadion Zimowy w Tychach, Tychy Zuschauer: 1.930 |

| 29. April 2022 20:00 Uhr | Serbien M. Đumić (11:16) M. Đumić (43:18) | 2:10 (1:3, 0:3, 1:4) Spielbericht | Polen A. Łyszczarczyk (1:34) D. Paś (6:44) F. Komorski (17:36) M. Michalski (29:05) K. Dziubiński (36:03) F. Komorski (38:44) F. Komorski (42:39) K. Dziubiński (51:31) K. Wałęga (51:38) K. Dziubiński (55:58) | Stadion Zimowy w Tychach, Tychy Zuschauer: 1.420 |

| 30. April 2022 16:30 Uhr | Japan M. Furuhashi (4:19) K. Minoshima (4:52) M. Furuhashi (9:08) K. Suzuki (20:24) Y. Nakayashiki (31:42) S. Hitosato (39:56) S. Hitosato (44:09) Y. Hirano (59:59) | 8:2 (3:0, 3:2, 2:0) Spielbericht | Ukraine W. Ljalka (25:06) O. Worona (34:40) | Stadion Zimowy w Tychach, Tychy Zuschauer: 350 |

| 30. April 2022 20:00 Uhr | Estland V. Vasjonkin (1:32) D. Kulintsev (5:30) R. Rooba (28:08) K. Parras (44:17) | 4:2 (2:1, 1:0, 1:1) Spielbericht | Serbien M. Đumić (5:46) M. Đumić (57:32) | Stadion Zimowy w Tychach, Tychy Zuschauer: 110 |

| 1. Mai 2022 16:30 Uhr | Polen A. Kostek (25:50) A. Łyszczarczyk (58:24) | 2:0 (0:0, 1:0, 1:0) Spielbericht | Japan | Stadion Zimowy w Tychach, Tychy Zuschauer: 2.422 |

| 1. Mai 2022 20:00 Uhr | Estland | 0:8 (0:1, 0:4, 0:3) Spielbericht | Ukraine I. Mereschko (12:53) M. Symtschuk (26:48) O. Peressunko (28:30) W. Ljalka (37:19) O. Peressunko (39:17) M. Symtschuk (44:12) W. Masur (49:06) J. Fadjejew (59:24) | Stadion Zimowy w Tychach, Tychy Zuschauer: 185 |

| Pl. |         | Sp | S | OTS | OTN | N | Tore  | Punkte |
| --- | ------- | -- | - | --- | --- | - | ----- | ------ |
| 1.  | Polen   | 4  | 3 | 1   | 0   | 0 | 18:04 | 11     |
| 2.  | Japan   | 4  | 3 | 0   | 0   | 1 | 23:09 | 9      |
| 3.  | Ukraine | 4  | 2 | 0   | 1   | 1 | 19:11 | 7      |
| 4.  | Estland | 4  | 1 | 0   | 0   | 3 | 09:20 | 3      |
| 5.  | Serbien | 4  | 0 | 0   | 0   | 4 | 04:29 | 0      |

Abkürzungen: Pl. = Platz, Sp = Spiele, S = Siege, OTS = Siege nach Verlängerung (Overtime) oder Penaltyschießen, OTN = Niederlagen nach Verlängerung oder Penaltyschießen, N = Niederlagen

Erläuterungen: Aufsteiger in die Division IA

#### Division-IB-Siegermannschaft
| Division-IB-Aufsteiger Polen | Mateusz Bryk, Jakub Bukowski, Aron Chmielewski, Bartosz Ciura, Krystian Dziubiński, Kamil Górny, Mateusz Gościński, Oskar Jaśkiewicz, Bartłomiej Jeziorski, Filip Komorski, Arkadiusz Kostek, Maciej Kruczek, Alan Łyszczarczyk, Mateusz Michalski, John Murray, Dominik Paś, Filip Starzyński, Patryk Wajda, Kamil Wałęga, Patryk Wronka, David Zabolotny, Paweł Zygmunt Trainer: Róbert Kaláber |

### Auf- und Abstieg
| Absteiger in die Division IA:   | Großbritannien, Italien          |
| Aufsteiger in die Top-Division: | Slowenien, Ungarn                |
| Absteiger in die Division IB:   | –                                |
| Aufsteiger in die Division IA:  | Polen                            |
| Absteiger in die Division IIA:  | –                                |
| Aufsteiger in die Division IB:  | Volksrepublik China, Niederlande |

## Division II

### Gruppe A in Zagreb, Kroatien
Das Turnier der Gruppe A wurde vom 25. bis 30. April 2022 in der kroatischen Landeshauptstadt Zagreb ausgetragen. Die Spiele fanden in der 1.000 Zuschauer fassenden Dvorana Velesajam statt. Insgesamt besuchten 134 Zuschauer die zehn Turnierspiele, was einem Schnitt von 13 pro Partie entspricht.
Wie auch bei den Frauen in der Division IB gelang den chinesischen Herren beflügelt von der Teilnahme an den Olympischen Winterspielen 2022 zwei Monate zuvor und der Einbürgerung zahlreicher nordamerikanischer Spieler aus den Reihen von Kunlun Red Star aus der Kontinentalen Hockey-Liga der Aufstieg in die Division I, in der sie zuletzt im Jahr 2007 gespielt hatten. Durch die Erfahrung der insgesamt 14 eingebürgerten Nordamerikaner im Kader gewannen die Chinesen ihre vier Turnierspiele allesamt souverän und wehrten damit den Versuch der gastgebenden Kroaten auf den direkten Wiederaufstieg erfolgreich ab. Den zweiten Platz – noch vor den Gastgebern – belegten die Niederlande, die aufgrund der Auf- und Abstiegsregularien für das folgende WM-Jahr ebenfalls in die Division IB aufstiegen. Der Aufsteiger Israel sah sich gegen die vier Konkurrenten chancenlos und belegte ohne Punktgewinn und einem Torverhältnis von 4:32 den letzten Platz in der Gruppe. Durch die Regularien verblieb die Mannschaft jedoch in der A-Gruppe.
| 25. April 2022 16:00 Uhr (Ortszeit) | Niederlande R. van der Schuit (3:16) R. van der Schuit (10:38) G. Vogelaar (20:34) N. Verschuren (22:22) M. Collard (54:52) | 5:3 (2:0, 2:1, 1:2) Spielbericht | Spanien I. Lasuen (28:03) J. Capillas (49:43) G. González (50:33) | Dvorana Velesajam, Zagreb Zuschauer: 10 |

| 25. April 2022 19:45 Uhr | Israel E. Sherbatov (51:46) | 1:5 (0:1, 0:2, 1:2) Spielbericht | Kroatien A. Bebek (5:33) P. Dobrić (20:47) I. Puzić (33:50) I. Puzić (45:12) M. Šakić (59:40) | Dvorana Velesajam, Zagreb Zuschauer: 13 |

| 26. April 2022 17:00 Uhr | Volksrepublik China P. Foo (2:56) P. Foo (3:49) R. Sproul (9:07) S. Foo (15:30) P. Foo (25:01) Yan J. (28:55) Yan J. (29:44) J. Chelios (32:09) C. Kane (32:28) L. Lockhart (45:15) A. Riche (52:17) Yan J. (55:06) L. Lockhart (58:29) Yan J. (59:07) | 14:1 (4:0, 5:0, 5:1) Spielbericht | Israel I. Spektor (53:20) | Dvorana Velesajam, Zagreb Zuschauer: 15 |

| 27. April 2022 16:00 Uhr | Volksrepublik China C. Kane (17:43) A. Riche (19:50) B. Yip (25:02) T. Wong (46:36) P. Foo (57:07) | 5:1 (2:0, 1:1, 2:0) Spielbericht | Niederlande N. Verschuren (36:17) | Dvorana Velesajam, Zagreb Zuschauer: 10 |

| 27. April 2022 19:45 Uhr | Kroatien M. Šakić (PS) | 1:0 n. P. (0:0, 0:0, 0:0, 0:0, 1:0) Spielbericht | Spanien | Dvorana Velesajam, Zagreb Zuschauer: 14 |

| 28. April 2022 19:45 Uhr | Israel | 0:7 (0:1, 0:3, 0:3) Spielbericht | Niederlande J. Verkiel (16:38) D. Stempher (20:06) D. Hofland (24:01) N. Verschuren (37:15) L. Heutmekers (47:04) L. Heutmekers (49:37) G. Vogelaar (56:50) | Dvorana Velesajam, Zagreb Zuschauer: 6 |

| 29. April 2022 16:00 Uhr | Spanien P. Fernández (19:25) I. Granell (21:42) I. Lasuen (26:05) J. Capillas (28:37) A. Carbonell (30:14) M. Mendizábal (41:33) | 6:2 (1:0, 4:0, 1:2) Spielbericht | Israel A. Milner (40:28) I. Spektor (51:17) | Dvorana Velesajam, Zagreb Zuschauer: 9 |

| 29. April 2022 19:45 Uhr | Kroatien B. Fičur (52:36) | 1:5 (0:0, 0:4, 1:1) Spielbericht | Volksrepublik China A. Riche (25:09) C. Kane (29:27) S. Foo (31:04) S. Foo (36:34) J. Chelios (44:25) | Dvorana Velesajam, Zagreb Zuschauer: 22 |

| 30. April 2022 16:00 Uhr | Spanien J. Capillas (7:23) | 1:4 (1:0, 0:1, 0:3) Spielbericht | Volksrepublik China B. Yip (38:25) L. Lockhart (44:17) B. Yip (44:57) L. Lockhart (58:59) | Dvorana Velesajam, Zagreb Zuschauer: 12 |

| 30. April 2022 19:45 Uhr | Niederlande R. van der Schuit (3:14) D. Stempher (11:09) D. Stempher (31:26) N. Verschuren (33:15) J. Verkiel (49:53) M. Collard (55:36) | 6:2 (2:0, 2:2, 2:0) Spielbericht | Kroatien K. Marinković (30:54) V. Idžan (37:41) | Dvorana Velesajam, Zagreb Zuschauer: 23 |

| Pl. |                     | Sp | S | OTS | OTN | N | Tore  | Punkte |
| --- | ------------------- | -- | - | --- | --- | - | ----- | ------ |
| 1.  | Volksrepublik China | 4  | 4 | 0   | 0   | 0 | 28:04 | 12     |
| 2.  | Niederlande         | 4  | 3 | 0   | 0   | 1 | 19:10 | 9      |
| 3.  | Kroatien            | 4  | 1 | 1   | 0   | 2 | 09:12 | 5      |
| 4.  | Spanien             | 4  | 1 | 0   | 1   | 2 | 10:12 | 4      |
| 5.  | Israel              | 4  | 0 | 0   | 0   | 4 | 04:32 | 0      |
| –   | Australien          | –  | – | –   | –   | – | –0:0– | –      |

Abkürzungen: Pl. = Platz, Sp = Spiele, S = Siege, OTS = Siege nach Verlängerung (Overtime) oder Penaltyschießen, OTN = Niederlagen nach Verlängerung oder Penaltyschießen, N = Niederlagen

Erläuterungen: Aufsteiger in die Division IB, Turnierabsage

#### Division-IIA-Aufstiegsmannschaften
| Division-IIA-Aufsteiger Volksrepublik China | Jake Chelios, Chen Zimeng, Parker Foo, Spencer Foo, Jason Fram, Guo Jianing, Han Pengfei, Colin Joe, Cory Kane, Luke Lockhart, Paris O’Brien, Alex Riche, Ty Schultz, Ryan Sproul, Tyler Wong, Yan Juncheng, Yan Ruinan, Brandon Yip, Zach Yuen, Zhang Zesen, Zhong Wei Trainer: Ivano Zanatta                                                                                   |
| Division-IIA-Aufsteiger Niederlande         | Levi Boer, Jonne de Bonth, Björn Borgman, Mike Collard, Frits Doop, Eef Gerritsen, Boet van Gestel, Kilian van Gorp, Luca Heutmekers, Diego Hofland, Ruud Leeuwesteijn, Noah Muller, Martijn Oosterwijk, Jay de Ruiter, Wouter Sars, Raymond van der Schuit, Dennis Sikma, Ties van Soest, Danny Stempher, Jordy Verkiel, Nick Verschuren, Giovanni Vogelaar Trainer: Doug Mason |

### Gruppe B in Reykjavík, Island
Das Turnier der Gruppe B wurde vom 18. bis 23. April 2022 in der isländischen Landeshauptstadt Reykjavík ausgetragen. Die Spiele fanden im 1.500 Zuschauer fassenden Skautahöllin í Laugardal statt. Insgesamt besuchten 2.942 Zuschauer die zehn Turnierspiele, was einem Schnitt von 294 pro Partie entspricht.
In der Gruppe B setzten sich die gastgebenden Isländer mit vier Siegen in ebenso vielen Spielen souverän durch, wobei das entscheidende Spiel gegen Belgien mit lediglich einem Tor Differenz gewonnen wurde. Die Belgier, die auch gegen Georgien verloren, schlossen das Turnier als Absteiger aus der A-Gruppe vor drei Jahren auf dem dritten Rang ab. Dazwischen sicherte sich Georgien den zweiten Rang. Das letztplatzierte Mexiko verblieb aufgrund der Auf- und Abstiegsregularien für das folgende WM-Jahr in der Division II. Neuseeland verzichtete aufgrund der COVID-19-Pandemie auf die Teilnahme.
| 18. April 2022 16:30 Uhr (Ortszeit) | Bulgarien T. Georgiew (16:43) K. Dikow (49:58) | 2:10 (1:2, 0:4, 1:4) Spielbericht | Island S. Atlason (4:00) G. Arason (13:58) R. Sigurðsson (25:50) A. Mikaelsson (27:01) H. Skúlason (32:13) A. Orongan (37:04) B. Sigurðarson (55:46) J. Leifsson (56:58) H. Jóhannsson (58:34) R. Sigurðsson (59:46) | Skautahöllin í Laugardal, Reykjavík Zuschauer: 500 |

| 18. April 2022 20:00 Uhr | Belgien D. Blockx (8:06) B. Henry (9:12) Y. de Smet (34:43) | 3:4 (2:3, 1:0, 0:1) Spielbericht | Georgien N. Bukija (3:00) A. Kireewi (12:11) I. Karelin (19:22) A. Romanow (51:03) | Skautahöllin í Laugardal, Reykjavík Zuschauer: 70 |

| 19. April 2022 18:00 Uhr | Mexiko H. Majul (6:40) T. Chávez (13:13) | 2:6 (2:2, 0:4, 0:0) Spielbericht | Bulgarien M. Wassilew (7:09) W. Dikow (14:51) M. Nikolow (26:36) M. Nikolow (30:48) M. Nakow (33:13) T. Georgiew (37:39) | Skautahöllin í Laugardal, Reykjavík Zuschauer: 100 |

| 20. April 2022 16:30 Uhr | Island K. Arnarsson (5:52) G. Arason (20:29) B. Sigurðarson (27:04) A. Mikaelsson (28:04) B. Sigurðarson (51:48) | 5:2 (1:0, 3:1, 1:1) Spielbericht | Georgien A. Kireewi (24:54) I. Karelin (46:24) | Skautahöllin í Laugardal, Reykjavík Zuschauer: 357 |

| 20. April 2022 20:00 Uhr | Mexiko R. Díaz (47:12) | 1:6 (0:1, 0:4, 1:1) Spielbericht | Belgien B. Coolen (8:49) J. de Ceuster (21:13) J. van den Bosch (24:20) A. James (30:39) J. van den Bosch (32:10) J. Versin (51:09) | Skautahöllin í Laugardal, Reykjavík |

| 21. April 2022 18:00 Uhr | Bulgarien | 0:11 (0:3, 0:3, 0:5) Spielbericht | Belgien A. James (6:11) F. Neven (12:38) B. Henry (19:55) Y. de Smet (26:39) Y. de Smet (31:52) L. Cuylaerts (38:04) J. de Ceuster (44:32) B. Coolen (52:36) A. James (56:42) B. Coolen (59:20) A. Kolodziejczyk (59:52) | Skautahöllin í Laugardal, Reykjavík Zuschauer: 37 |

| 22. April 2022 16:30 Uhr | Georgien N. Bukija (5:16) I. Karelin (19:14) S. Charisow (21:54) I. Karelin (49:30) I. Karelin (50:56) N. Bukija (51:12) N. Bukija (51:32) A. Wassiltschenko (52:08) I. Karelin (52:25) N. Bukija (58:55) | 10:3 (2:1, 1:2, 7:0) Spielbericht | Bulgarien M. Wassilew (6:13) D. Georgiew (20:38) M. Wassilew (35:27) | Skautahöllin í Laugardal, Reykjavík Zuschauer: 37 |

| 22. April 2022 20:00 Uhr | Island A. Orongan (3:46) S. Atlason (19:56) H. Sigrúnarson (23:28) J. Leifsson (29:32) H. Kristveigarson (45:27) J. Leifsson (46:20) A. Mikaelsson (56:59) | 7:1 (2:0, 2:1, 3:0) Spielbericht | Mexiko H. Majul (39:40) | Skautahöllin í Laugardal, Reykjavík Zuschauer: 678 |

| 23. April 2022 16:30 Uhr | Georgien N. Bukija (0:52) A. Belomoin (13:38) N. Bukija (19:59) A. Kurbatow (33:35) W. Potaschewitsch (39:04) | 5:0 (3:0, 2:0, 0:0) Spielbericht | Mexiko | Skautahöllin í Laugardal, Reykjavík Zuschauer: 43 |

| 23. April 2022 20:00 Uhr | Belgien J. de Ceuster (27:55) F. Neven (57:26) | 2:3 (0:0, 1:2, 1:1) Spielbericht | Island A. Orongan (30:51) H. Skúlason (37:03) A. Orongan (54:03) | Skautahöllin í Laugardal, Reykjavík Zuschauer: 1.120 |

| Pl. |            | Sp | S | OTS | OTN | N | Tore  | Punkte |
| --- | ---------- | -- | - | --- | --- | - | ----- | ------ |
| 1.  | Island     | 4  | 4 | 0   | 0   | 0 | 25:07 | 12     |
| 2.  | Georgien   | 4  | 3 | 0   | 0   | 1 | 21:11 | 9      |
| 3.  | Belgien    | 4  | 2 | 0   | 0   | 2 | 22:08 | 6      |
| 4.  | Bulgarien  | 4  | 1 | 0   | 0   | 3 | 11:33 | 3      |
| 5.  | Mexiko     | 4  | 0 | 0   | 0   | 4 | 04:24 | 0      |
| –   | Neuseeland | –  | – | –   | –   | – | –0:0– | –      |

Abkürzungen: Pl. = Platz, Sp = Spiele, S = Siege, OTS = Siege nach Verlängerung (Overtime) oder Penaltyschießen, OTN = Niederlagen nach Verlängerung oder Penaltyschießen, N = Niederlagen

Erläuterungen: Aufsteiger in die Division IIA, Turnierabsage

#### Division-IIB-Aufstiegsmannschaften

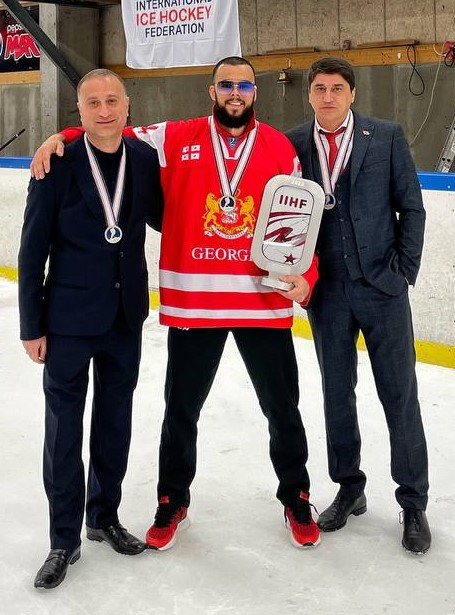
Georgien belegte den zweiten Platz und stieg in die Division IIA auf.

| Division-IIB-Aufsteiger Island   | Gunnar Arason, Kári Arnarsson, Sölvi Atlason, Þorgils Eggertsson, Viggó Hlynsson, Bjarki Jóhannesson, Jakob Jóhannesson, Heiðar Jóhannsson, Heiðar Kristveigarson, Johann Leifsson, Hákon Magnússon, Andri Mikaelsson, Markús Ólafarson, Axel Orongan, Róbert Pálsson, Jóhann Ragnarsson, Unnar Rúnarsson, Hafþór Sigrúnarson, Björn Sigurðarson, Robert Sigurðsson, Halldór Skúlason, Atli Sveinsson Trainer: Vladimír Kolek |
| Division-IIB-Aufsteiger Georgien | Alexander Belomoin, Nikita Bukija, Semjon Charisow, Schalwa Chatschidse, Witali Dsiow, Witali Dumbadse, Michail Fofanow, Andrei Ilienko, Iwan Karelin, Aleksandre Kireewi, Artjom Kosjulin, Boris Kotschkin, Artjom Kurbatow, Iwan Marow, Oliver Obolgogiani, Wjatscheslaw Potaschewitsch, Andrei Romanow, Iwan Schartschow, Aleksandre Schuschunaschwili, Rewas Tsomaia, Aleksandre Wassiltschenko Trainer: Roland Swanidse  |

### Auf- und Abstieg
| Absteiger in die Division IIA:  | –                                    |
| Aufsteiger in die Division IB:  | Volksrepublik China, Niederlande     |
| Absteiger in die Division IIB:  | –                                    |
| Aufsteiger in die Division IIA: | Island, Georgien                     |
| Absteiger in die Division IIIA: | –                                    |
| Aufsteiger in die Division IIB: | Vereinigte Arabische Emirate, Türkei |

## Division III

### Gruppe A in Kockelscheuer, Luxemburg
Das Turnier der Gruppe A wurde vom 3. bis 8. April 2022 im luxemburgischen Kockelscheuer, unweit der Hauptstadt Luxemburg, ausgetragen. Die Spiele fanden im 768 Zuschauer fassenden Patinoire de Kockelscheuer statt. Insgesamt besuchten 3.376 Zuschauer die zehn Turnierspiele, was einem Schnitt von 337 pro Partie entspricht.
In der Gruppe A gelang den Vereinigten Arabischen Emiraten, die sich den Startplatz vor drei Jahren über die Qualifikation gesichert hatten, der erstmalige Turniergewinn und damit der verbundene Aufstieg in die Division II. Die Mannschaft von der Arabischen Halbinsel griff dabei auf eine Vielzahl von eingebürgerten Spielern zurück, die ihre Eishockeyausbildung in Russland und Belarus genossen hatten. So waren sechs der besten sieben Scorer des Emirats allesamt keine Einheimischen. Dahinter belegten die Türkei und Turkmenistan die weiteren Plätze, die in den direkten Duellen gegen den Turniersieger jedoch deutlich unterlagen. Die vor drei Jahren aus der Division II abgestiegenen Nordkoreaner verzichteten aufgrund der COVID-19-Pandemie auf eine Teilnahme.
| 3. April 2022 15:30 Uhr (Ortszeit) | Vereinigte Arabische Emirate A. Ussenka (0:44) I. Tschuikow (9:02) A. Sainutdinow (10:00) D. Schapawalau (19:34) A. Sainutdinow (21:08) I. Tschuikow (24:37) D. Schapawalau (29:32) J. Al Dhaheri (38:53) A. Sainutdinow (42:06) M. Sacharau (54:33) | 10:4 (4:2, 4:1, 2:1) Spielbericht | Turkmenistan A. Amanow (5:06) Ö. Esenow (19:10) M. Annasaparow (29:52) Ö. Esenow (56:28) | Patinoire de Kockelscheuer, Kockelscheuer Zuschauer: 100 |

| 3. April 2022 19:00 Uhr | Türkei F. Bakal (16:08) G. Solak (22:38) Ö. Karş (23:19) F. Bakal (32:12) S. Gümüş (46:21) S. Gümüş (48:33) Ö. Karş (57:54) | 7:2 (1:0, 3:1, 3:1) Spielbericht | Luxemburg M. Cannon (22:54) D. Church (54:52) | Patinoire de Kockelscheuer, Kockelscheuer Zuschauer: 1.050 |

| 4. April 2022 15:30 Uhr | Republik China (Taiwan) Wang P.-h. (42:13) Mi H.-y. (47:53) | 2:10 (0:5, 0:4, 2:1) Spielbericht | Vereinigte Arabische Emirate M. Al Dhaheri (1:08) A. Ussenka (2:40) I. Tschuikow (5:31) I. Tschuikow (8:04) J. Al Dhaheri (17:39) J. Al Dhaheri (24:58) M. Sacharau (27:38) M. Sacharau (36:10) A. Ussenka (39:47) I. Tschuikow (50:26) | Patinoire de Kockelscheuer, Kockelscheuer Zuschauer: 50 |

| 5. April 2022 15:30 Uhr | Republik China (Taiwan) Chen K.-t. (29:46) Hsiao P.-y. (40:57) | 2:6 (0:1, 1:1, 1:4) Spielbericht | Türkei F. Bakal (1:07) S. Gümüş (37:31) S. Bingöl (43:25) Y. Karş (46:49) G. Solak (56:50) T. Anlar (58:01) | Patinoire de Kockelscheuer, Kockelscheuer Zuschauer: 75 |

| 5. April 2022 19:00 Uhr | Turkmenistan B. Döwletmyradow (4:01) B. Döwletmyradow (9:03) P. Barkowskiý (25:25) B. Döwletmyradow (52:29) | 4:5 n. V. (2:2, 1:2, 1:0, 0:1) Spielbericht | Luxemburg M. Cannon (6:17) B. Welter (19:20) S. Backes (29:23) D. Church (37:17) C. Cannon (61:57) | Patinoire de Kockelscheuer, Kockelscheuer Zuschauer: 580 |

| 6. April 2022 15:30 Uhr | Vereinigte Arabische Emirate A. Ussenka (3:37) A. Sainutdinow (8:06) I. Tschuikow (10:19) M. Sacharau (20:57) M. Sacharau (21:54) A. Ussenka (36:08) J. Al Dhaheri (36:31) I. Tschuikow (38:59) I. Tschuikow (45:36) J. Al Dhaheri (47:58) A. Al Hadad (55:30) A. Al Humaidi (57:37) I. Tschuikow (59:24) | 13:4 (3:0, 5:2, 5:2) Spielbericht | Türkei S. Gümüş (27:55) Y. Halil (33:57) Ö. Karş (43:51) Ö. Karş (56:52) | Patinoire de Kockelscheuer, Kockelscheuer Zuschauer: 50 |

| 7. April 2022 15:30 Uhr | Turkmenistan B. Döwletmyradow (24:45) A. Amanow (31:39) P. Barkowskiý (32:46) A. Wahowskiý (47:52) | 4:2 (0:2, 3:0, 1:0) Spielbericht | Republik China (Taiwan) Hsiao P.-y. (16:46) Lu P.-e. (16:58) | Patinoire de Kockelscheuer, Kockelscheuer Zuschauer: 79 |

| 7. April 2022 19:00 Uhr | Luxemburg O. Biver (10:59) | 1:8 (1:2, 0:5, 0:1) Spielbericht | Vereinigte Arabische Emirate S. Al Yafeai (3:23) I. Tschuikow (8:30) M. Sacharau (21:30) A. Sainutdinow (23:51) A. Sainutdinow (35:48) J. Al Dhaheri (36:15) M. Sacharau (38:05) S. Al Yafeai (40:25) | Patinoire de Kockelscheuer, Kockelscheuer Zuschauer: 558 |

| 8. April 2022 15:30 Uhr | Türkei S. Gümüş (3:06) F. Bakal (28:37) S. Bingöl (33:37) S. Bingöl (36:40) S. Gümüş (39:23) S. Kavaz (43:15) | 6:5 (1:0, 4:2, 1:3) Spielbericht | Turkmenistan B. Baýmyradow (27:13) D. Hydyrow (39:02) P. Barkowskiý (42:54) E. Kakabaýew (43:53) D. Hydyrow (54:29) | Patinoire de Kockelscheuer, Kockelscheuer Zuschauer: 134 |

| 8. April 2022 19:00 Uhr | Luxemburg C. Mossong (6:21) B. Welter (53:03) S. Backes (59:54) | 3:5 (1:1, 0:2, 2:2) Spielbericht | Republik China (Taiwan) Yu S.-y. (11:15) Chuang H.-y. (33:17) Chang H.-y. (37:34) Hsiao P.-y. (43:24) Shen Y.-l. (59:59) | Patinoire de Kockelscheuer, Kockelscheuer Zuschauer: 700 |

| Pl. |                              | Sp | S | OTS | OTN | N | Tore  | Punkte |
| --- | ---------------------------- | -- | - | --- | --- | - | ----- | ------ |
| 1.  | Vereinigte Arabische Emirate | 4  | 4 | 0   | 0   | 0 | 41:11 | 12     |
| 2.  | Türkei                       | 4  | 3 | 0   | 0   | 1 | 23:22 | 9      |
| 3.  | Turkmenistan                 | 4  | 1 | 0   | 1   | 2 | 17:23 | 4      |
| 4.  | Republik China (Taiwan)      | 4  | 1 | 0   | 0   | 3 | 11:23 | 3      |
| 5.  | Luxemburg                    | 4  | 0 | 1   | 0   | 3 | 11:24 | 2      |
| –   | Nordkorea                    | –  | – | –   | –   | – | –0:0– | –      |

Abkürzungen: Pl. = Platz, Sp = Spiele, S = Siege, OTS = Siege nach Verlängerung (Overtime) oder Penaltyschießen, OTN = Niederlagen nach Verlängerung oder Penaltyschießen, N = Niederlagen

Erläuterungen: Aufsteiger in die Division IIB, Turnierabsage

#### Division-IIIA-Aufstiegsmannschaften
| Division-IIIA-Aufsteiger Vereinigte Arabische Emirate | Saif Al Ameri, Ahmed Al Dhaheri, Juma Al Dhaheri, Mohammed Al Dhaheri, Ali Al Hadad, Abdulla Al Harmoodi, Abdulla Al Humaidi, Khalifa Al Mahrouqi, Mubarak Al Mazrouei, Nils Remess, Maksim Sacharau, Artur Sainutdinow, Wital Sauko, Dsmitryj Schapawalau, Mohammed Al Shamisi, Omar Al Shamisi, Khaled Al Suwaidi, Ilja Tschuikow, Aljaksandr Ussenka, Salem Al Yafeai Trainer: Dave Rich |
| Division-IIIA-Aufsteiger Türkei                       | Savaş Aktürk, Batuhan Akay, Taylan Anlar, Ferhat Bakal, Sait Bingöl, Tolga Bozacı, Sarp Demirezen, Serkan Gümüş, Yusuf Halil, Haktan Kabay, Muhammed Karagül, Ömer Karş, Yusuf Karş, Sefa Kavaz, Elvir Sandzhakly, Emrah Savaş, Furkan Şentürk, Gökalp Solak, Mehmet Turan, Ogün Uzunali Trainer: Deniz İnce                                                                                |

### Gruppe B in Kapstadt, Südafrika
Das Turnier der Gruppe B wurde vom 13. bis 18. März 2022 in der südafrikanischen Metropole Kapstadt ausgetragen. Die Spiele fanden in der 2.800 Zuschauer fassenden Eishalle The Ice Station statt. Hongkong zog die Teilnahme aufgrund der Pandemielage zurück. Die restlichen drei Mannschaften spielten eine Doppelrunde. Insgesamt besuchten 1.455 Zuschauer die sechs Turnierspiele, was einem Schnitt von 242 pro Partie entspricht.
In der auf drei Teilnehmer reduzierten Divisionsgruppe gelang den gastgebenden Südafrikanern der unmittelbare Wiederaufstieg in die A-Gruppe der Division III. Dabei holten die Südafrikaner im entscheidenden und letzten Turnierspiel gegen den direkten Konkurrenten Thailand einen zwischenzeitlichen Vier-Tore-Rückstand auf und holten durch die Niederlage im Penaltyschießen den noch fehlenden Punkt zum Aufstieg.
| 13. März 2022 19:00 Uhr (Ortszeit) | Südafrika D. Compton (6:39) U. Samaai (11:08) J. Valadas (26:48) J. Valadas (39:39) D. Compton (41:47) R. Venter (43:39) U. Samaai (51:41) C. Birrell (57:59) | 8:3 (2:0, 2:3, 4:0) Spielbericht | Bosnien und Herzegowina M. Omer (24:54) N. Gaković (29:17) H. Mrkva (36:48) | The Ice Station, Kapstadt Zuschauer: 250 |

| 14. März 2022 19:00 Uhr | Bosnien und Herzegowina N. Gaković (34:41) T. Mrkva (36:14) N. Alić (42:19) M. Omer (50:27) | 4:8 (0:2, 2:2, 2:4) Spielbericht | Thailand J. Isaksson (7:52) P. Suwachirat (15:45) M. Kitayama (29:34) M. Kitayama (35:26) M. Kitayama (40:48) P. Forstner (45:45) M. Kitayama (47:57) P. Suwachirat (54:53) | The Ice Station, Kapstadt Zuschauer: 60 |

| 15. März 2022 19:00 Uhr | Südafrika L. Vivier (28:12) M. Giot (39:51) D. Phakathi (44:01) L. Carelse (52:08) R. Venter (55:57) | 5:2 (0:0, 2:2, 3:0) Spielbericht | Thailand N. Luckanatinakorn (21:32) J. Isaksson (26:06) | The Ice Station, Kapstadt Zuschauer: 280 |

| 16. März 2022 19:00 Uhr | Bosnien und Herzegowina H. Mrkva (6:22) T. Mrkva (21:41) | 2:6 (1:6, 1:0, 0:0) Spielbericht | Südafrika U. Samaai (3:19) C. Birrell (9:02) W. Krotz (9:22) J.-M. van Doesburgh (9:37) D. Compton (13:33) M. Giot (17:50) | The Ice Station, Kapstadt Zuschauer: 265 |

| 17. März 2022 19:00 Uhr | Thailand M. Kitayama (15:20) J. Isaksson (36:50) P. Suwachirat (40:33) J. Isaksson (45:44) | 4:3 (1:1, 1:1, 2:1) Spielbericht | Bosnien und Herzegowina M. Omer (3:24) N. Gaković (38:44) M. Omer (56:08) | The Ice Station, Kapstadt Zuschauer: 100 |

| 18. März 2022 17:00 Uhr | Thailand N. Phatigulsate (3:06) P. Suwachirat (10:54) N. Phatigulsate (11:11) P. Suwachirat (24:35) J. Isaksson (35:59) N. Phatigulsate (PS) | 6:5 n. P. (3:0, 2:2, 0:3, 0:0, 1:0) Spielbericht | Südafrika J. Venter (35:06) L. Carelse (39:26) U. Samaai (40:32) S. Kluyts (42:07) J.-M. van Doesburgh (53:49) | The Ice Station, Kapstadt Zuschauer: 500 |

| Pl. |                         | Sp | S | OTS | OTN | N | Tore  | Punkte |
| --- | ----------------------- | -- | - | --- | --- | - | ----- | ------ |
| 1.  | Südafrika               | 4  | 3 | 0   | 1   | 0 | 24:13 | 10     |
| 2.  | Thailand                | 4  | 2 | 1   | 0   | 1 | 20:17 | 8      |
| 3.  | Bosnien und Herzegowina | 4  | 0 | 0   | 0   | 4 | 12:26 | 0      |
| –   | Hongkong                | –  | – | –   | –   | – | –0:0– | –      |

Abkürzungen: Pl. = Platz, Sp = Spiele, S = Siege, OTS = Siege nach Verlängerung (Overtime) oder Penaltyschießen, OTN = Niederlagen nach Verlängerung oder Penaltyschießen, N = Niederlagen

Erläuterungen: Aufsteiger in die Division IIIA, Turnierabsage

#### Division-IIIB-Aufstiegsmannschaften
| Division-IIIB-Aufsteiger Südafrika | Cameron Birrell, Ryan Boyd, Alistair Bywater, Luke Carelse, Matthew Cerff, Dylan Compton, Jean-Michel van Doesburgh, Marc Giot, Stefan Kluyts, Wesley Krotz, Deen Magmoed, Alex Obery, Dion Phakathi, Uthman Samaai, Jack Valadas, John Venter, Reinhard Venter, Denzil Verwey, Luke Vivier Trainer: Björn Kinding |
| Division-IIIB-Aufsteiger Thailand  | Ramin Chan-Urai, Patrick Forstner, Poon Harnchaipibulgul, Pann Hongswadhi, Jan Isaksson, Krittapad Jaradwuttipreeda, Phandaj Khuhakaew, Ken Kindborn, Masato Kitayama, Ben Kleineschay, Chayutapon Kulrat, Nathaphat Luckanatinakorn, Hideki Nagayama, Patpoom Patong, Punn Phasukkijwatana, Nattasate Phatigulsate, Phanuruj Suwachirat, Papan Thanakroekkiat, Pattarapol Ungkulpattanasuk, Araya Vatanapanyakul Trainer: Juhani Ijäs |

### Auf- und Abstieg
| Absteiger in die Division IIIA:  | –                                     |
| Aufsteiger in die Division IIB:  | Vereinigte Arabische Emirate, Türkei  |
| Absteiger in die Division IIIB:  | –                                     |
| Aufsteiger in die Division IIIA: | Südafrika, Thailand                   |
| Absteiger in die Division IV:    | –                                     |
| Aufsteiger in die Division IIIB: | Kirgisistan, Iran, Singapur, Malaysia |

## Division IV
Das erstmals ausgetragene Turnier der Division IV wurde vom 3. bis 8. März 2022 in der kirgisischen Landeshauptstadt Bischkek ausgetragen. Die Spiele fanden im 2.200 Zuschauer fassenden Gorodskoi Katok statt. Insgesamt besuchten 7.666 Zuschauer die zehn Turnierspiele, was einem Schnitt von 766 pro Partie entspricht.
Den Aufstieg in die Gruppe B der Division III sicherte sich die gastgebende Mannschaft aus Kirgisistan mit vier souveränen Siegen bei einem Torverhältnis von 64:2. Den Kirgisen gelang damit der Wiederaufstieg in die Division III nach dem Zwangsabstieg bei der Weltmeisterschaft 2019. Den zweiten Platz belegte bei der ersten offiziellen Teilnahme an einem internationalen Turnier die Nationalmannschaft des Irans.
| 3. März 2022 16:00 Uhr (Ortszeit) | 3. März 2022 11:00 Uhr (MEZ) | Kuwait | 2:5 (1:0, 0:5, 1:0) Spielbericht | Malaysia | Gorodskoi Katok, Bischkek Zuschauer: 135 |

| 3. März 2022 20:00 Uhr | 3. März 2022 15:00 Uhr | Iran | 1:13 (1:4, 0:6, 0:3) Spielbericht | Kirgisistan | Gorodskoi Katok, Bischkek Zuschauer: 1.800 |

| 4. März 2022 19:00 Uhr | 4. März 2022 14:00 Uhr | Singapur | 2:5 (0:3, 1:0, 1:2) Spielbericht | Iran | Gorodskoi Katok, Bischkek Zuschauer: 104 |

| 5. März 2022 17:00 Uhr | 5. März 2022 12:00 Uhr | Singapur | 4:0 (2:0, 2:0, 0:0) Spielbericht | Kuwait | Gorodskoi Katok, Bischkek Zuschauer: 200 |

| 5. März 2022 20:00 Uhr | 5. März 2022 15:00 Uhr | Kirgisistan | 22:1 (6:0, 10:1, 6:0) Spielbericht | Malaysia | Gorodskoi Katok, Bischkek Zuschauer: 1.712 |

| 6. März 2022 19:00 Uhr | 6. März 2022 14:00 Uhr | Iran | 9:2 (4:0, 3:0, 2:2) Spielbericht | Kuwait | Gorodskoi Katok, Bischkek Zuschauer: 74 |

| 7. März 2022 17:00 Uhr | 7. März 2022 12:00 Uhr | Malaysia | 3:7 (2:2, 1:2, 0:3) Spielbericht | Iran | Gorodskoi Katok, Bischkek Zuschauer: 165 |

| 7. März 2022 20:00 Uhr | 7. März 2022 15:00 Uhr | Kirgisistan | 15:0 (6:0, 4:0, 5:0) Spielbericht | Singapur | Gorodskoi Katok, Bischkek Zuschauer: 1.723 |

| 8. März 2022 17:00 Uhr | 8. März 2022 12:00 Uhr | Malaysia | 2:8 (1:2, 1:2, 0:4) Spielbericht | Singapur | Gorodskoi Katok, Bischkek Zuschauer: 95 |

| 8. März 2022 20:00 Uhr | 8. März 2022 15:00 Uhr | Kuwait | 0:14 (0:4, 0:5, 0:5) Spielbericht | Kirgisistan | Gorodskoi Katok, Bischkek Zuschauer: 1.658 |

| Pl. |             | Sp | S | OTS | OTN | N | Tore  | Punkte |
| --- | ----------- | -- | - | --- | --- | - | ----- | ------ |
| 1.  | Kirgisistan | 4  | 4 | 0   | 0   | 0 | 64:02 | 12     |
| 2.  | Iran        | 4  | 3 | 0   | 0   | 1 | 22:20 | 9      |
| 3.  | Singapur    | 4  | 2 | 0   | 0   | 2 | 14:22 | 6      |
| 4.  | Malaysia    | 4  | 1 | 0   | 0   | 3 | 11:39 | 3      |
| 5.  | Kuwait      | 4  | 0 | 0   | 0   | 4 | 04:32 | 0      |
| –   | Philippinen | –  | – | –   | –   | – | –0:0– | –      |

Abkürzungen: Pl. = Platz, Sp = Spiele, S = Siege, OTS = Siege nach Verlängerung (Overtime) oder Penaltyschießen, OTN = Niederlagen nach Verlängerung oder Penaltyschießen, N = Niederlagen

Erläuterungen: Aufsteiger in die Division IIIB, Turnierabsage

### Division-IV-Siegermannschaft
| Division-IV-Aufsteiger Kirgisistan | Islambek Abdyrajew, Kadyr Alymbekow, Artur Assanalijew, Sultan Ismanow, Maxim Jegorow, Adis Katschkynbekow, Kirill Kim, Anton Kudaschew, Jersultan Mirbekow, Maksat Myrsabajew, Wladimir Nossow, Alexander Petrow, Jeramir Schamirkanow, Kusma Terentijew, Alexander Tichonow, Alexander Titow, Wladimir Tonkich, Michail Tschuwalow, Uran Tursunbekow, Salamat Tynalijew Trainer: Michail Tschekanow |

### Auf- und Abstieg
| Absteiger in die Division IV:    | –                                     |
| Aufsteiger in die Division IIIB: | Kirgisistan, Iran, Singapur, Malaysia |